# Karabakh (cheval)
Vous lisez un « article de qualité » labellisé en 2025.
Pour les articles homonymes, voir Karabagh (homonymie).
Le Karabakh (en azéri : Qarabağ atı ; en arménien : Արցախյան ձի ; en russe : Карабахская лошадь, Karabahskaja lošadʹ ; en persan : اسب قره‌باغ) est une race de chevaux élevée dans les montagnes du Karabagh. La question de ses origines suscite une controverse, les éleveurs azéris  voyant en lui un cheval du néolithique ou un descendant du niséen antique alors que les sources occidentales défendent un croisement continu et plus tardif entre chevaux turkmènes, perses et arabes, la recherche en paléogénétique ayant conclu qu'aucune race de chevaux domestiques ne peut être vieille de plusieurs milliers d'années.
Cette race vit son âge d'or au cours des XVIIIe et XIXe siècles, sous le khanat du Karabagh qui en développe l'élevage et l'exporte dans toute la Transcaucasie. Réputé pour sa couleur orange dorée, le Karabakh est récompensé d'une médaille d'argent à l'Exposition universelle de 1867. Les massacres arméno-tatars, puis la collectivisation soviétique et le conflit du Haut-Karabagh, nuisent à ses effectifs et à sa réputation malgré la création d'un haras à Agdam en 1949.
Ce cheval léger est surtout caractérisé par sa couleur ; il est monté lors de courses de vitesse et de jeux équestres, dont le plus connu est le tchogvan, proche du polo. Le Karabakh constitue la première et unique race chevaline reconnue par l'UNESCO comme patrimoine culturel de l'humanité en 2013. Il est très représenté culturellement, tant dans la littérature qu'en philatélie et en tapisserie. Depuis le début du XXIe siècle, le cheval Karabakh devient diplomatiquement et culturellement un élément du soft power et de l'identité nationale des Azerbaïdjanais.

## Dénomination et sources
Ces chevaux sont aussi nommés Keglan (en azéri : Köglən), khan sarılar kohlanı ou Kehlan, en référence à un type au sein de la race. Le dictionnaire anglophone de CAB International (édition de 2020) retient la graphie Karabakh, et signale les graphies Karabagh et Karabah comme fautives pour désigner cette race de chevaux. Dans la transcription latine du persan d'Iran, cette race est nommée Qarabagh, et Karabakskaya dans la transcription du russe.
La dénomination sarylar / sarilar, qui signifie « les dorés »,, renvoie à l'origine à la couleur et à la structure de leur pelage,. 
En Arménie, la race est nommée en arménien : Արցախյան ձի (« cheval de l'Artsakh »). Il existe une rivalité historique entre l'Arménie et l'Azerbaïdjan pour revendiquer cette race de chevaux comme symbole local ou national,.
Un ouvrage spécifiquement consacré au Karabakh a été publié en langue française en 2014 aux éditions Favre ; il contient des contributions de la journaliste franco-turque Nur Dolay, originaire du Caucase,.

## Histoire

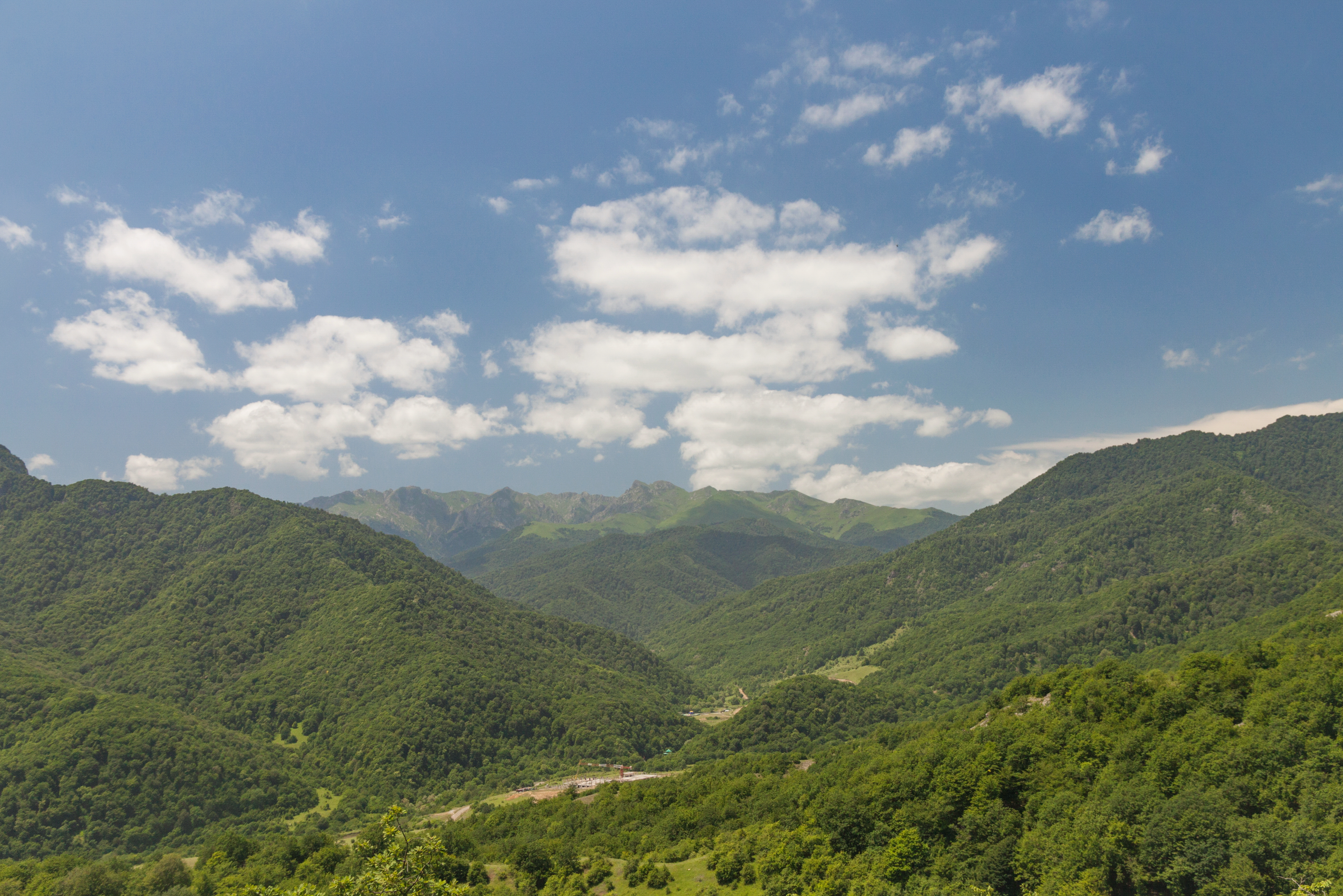
Biotope des monts du Karabagh, ici au mois de juin de l'année 2014.

C'est une race de chevaux de montagne qui provient des monts du Karabagh situés entre les rivières Araxe et Koura,,,,,,, situés près de l'actuelle frontière entre l'Azerbaïdjan et l'Iran, dans la Transcaucasie,. Le climat local est relativement rude durant une partie de l'année et la température moyenne est modérément chaude. Ces conditions sont plutôt favorables à l'élevage équin grâce à la présence d'une abondante végétation et de nombreuses sources. Ce milieu permet un élevage en tabouns,, les chevaux se nourrissant de nombreuses herbes et plantes aromatiques en  estive d'altitude, avant de redescendre en plaine pour y passer l'hiver.

### Origines

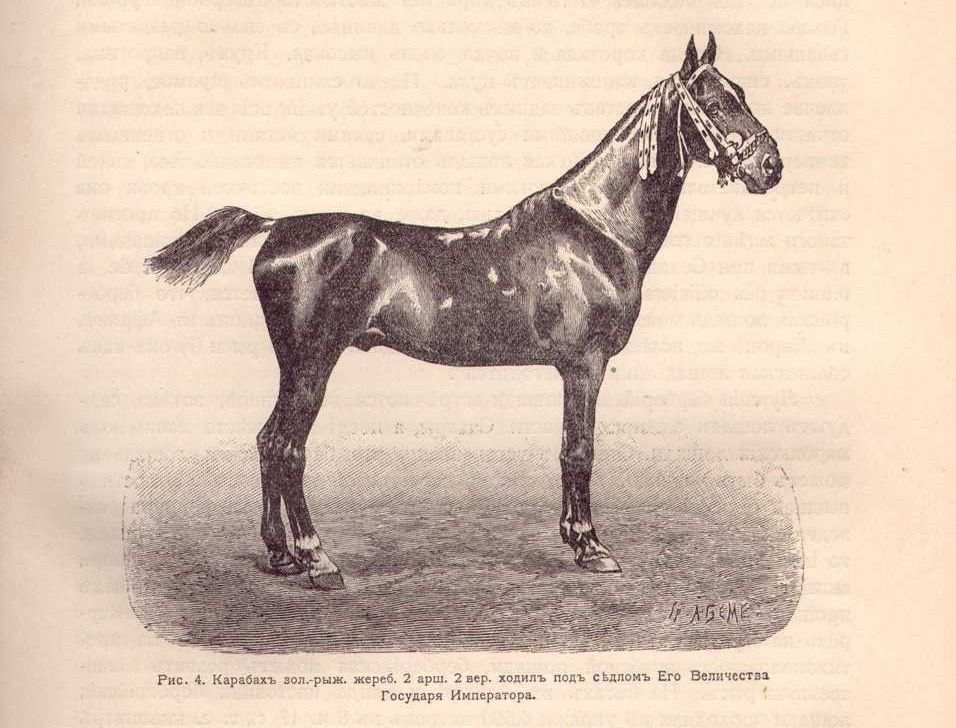
Cheval Karabakh d'après une encyclopédie russe de 1911.

L'origine de tous les chevaux domestiques du monde a été établie dans la steppe pontique (d'après une vaste étude publiée dans Nature en 2021) vers 2 000 ans avant J.-C.. Il n'existe pas (en 2025) d'études génétiques spécifiques permettant de retracer les origines du cheval Karabakh.
Si la plupart des sources occidentales soutiennent que le Karabakh provient de croisements entre chevaux turkmènes et arabes, cette hypothèse est rejetée catégoriquement par certains éleveurs et chercheurs azéris, qui soutiennent qu'au contraire, des « envahisseurs » se sont approprié les chevaux locaux, qui étaient déjà réputés durant l'Antiquité. Le maître de conférences à l'antenne de Chaki de l'Université pédagogique d'État d'Azerbaïdjan S. T. Feyzullayeva décrit ainsi le Karabakh comme « la plus ancienne race de chevaux du Caucase et d'Asie », en lui attribuant une origine néolithique. Diverses sources de presse azérie assurent qu'elle est vieille de plusieurs milliers d'années, l'auteur allemand Jasper Nissen lui donnant 2 000 ans d'ancienneté,. Des éleveurs azéris, dont Khandan Rajabli, revendiquent une origine antique à partir du cheval niséen dont le Karabakh serait une branche dérivée, l'autre branche étant l'Akhal-Teké,. Rajabli fait valoir la description des chevaux niséens dans les Histoires d'Hérodote, pour revendiquer la réputation supérieure de ces animaux à l'époque, en citant également des prises de ces chevaux comme butin par les Assyriens. 
L'auteur britannique Elwyn Hartley Edwards et l'américain Nicola Jane Swinney font remonter son origine au Ve siècle, ; selon l'autrice tchèque Helena Kholová et la britannique Caroline Silver, des chevaux sont élevés dans cette région depuis le VIe siècle,. D'après Nur Dolay et S. T. Feyzullayeva, quelques sources arabes du VIIIe siècle signaleraient des « chevaux dorés du Karabagh » emmenés vers l'Arabie, ; Nissen évoque lui aussi des sources arabes qui mentionnent la popularité de cette race de chevaux sous son nom actuel en Perse, en Syrie et en Mésopotamie, mais datées des VIIIe et Xe siècles.
L’historien azéri Farid Alakbarli soutient que les origines de cette race de chevaux remontent à la fin du Moyen Âge. C'est durant le Moyen Âge que des chevaux commencent à être représentés sur les tapis, les armes et la joaillerie créés localement. L'auteur italien Gianni Ravazzi fait remonter son élevage au XVIe siècle,.

### Influences sur le Karabakh
Selon les sources occidentales et russes, le Karabakh est nettement influencé par le cheval oriental, notamment l'Arabe,,,, mais aussi par des chevaux perses et turkmènes,,,,. L'auteur russe K. Botskarev estime que la souche d'origine est Perse, avec plus tard l'influence des chevaux turkmènes et arabes. L'encyclopédie et le dictionnaire de CAB International (CABI) retiennent des influences très proches, à savoir perses, Turkoman et arabes,.
- Karabakh
  - Cheval perse
  - Influences extérieures
    - Cheval turkmène
    - Cheval arabe

L'Akhal-Teké lui aurait légué sa robe aux reflets métalliques,, et semble, avec le Turkoman, avoir eu lui aussi une influence majeure,,. Nissen date ces croisements persans, turkmènes et arabes aux VIIe et VIIIe siècles.
Il est ensuite croisé avec le cheval du Don, au XVIIIe siècle.

### Rayonnement puis partition sous le khanat du Karabagh

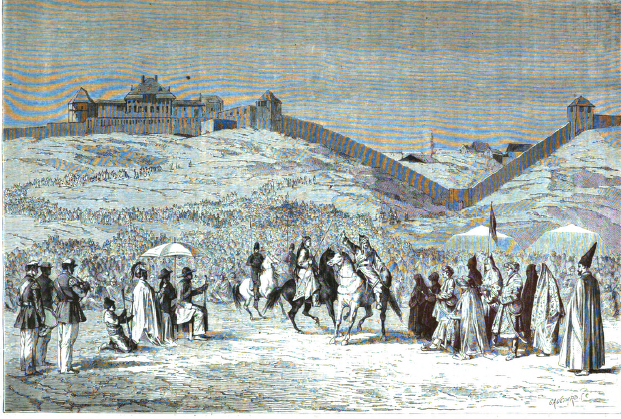
Palais des khans du Karabagh à Choucha.

Les Séfévides (1501-1736) s'appuient fortement sur la cavalerie. C'est après la chute des Séfévides aux XVIIIe et XIXe siècles que la race des chevaux Karabakh connaît son âge d'or et prend la forme que l'on lui connaît, lorsque des khanats émergent,,,. Les khanats du Karabagh, de Kouba et de Chaki rivalisent en matière d'élevage chevalin, ces khans et chefs de tribus veillant à obtenir les meilleurs chevaux possibles. La race provient plus précisément du khanat du Karabagh. L'élevage sélectif pour la selle et les courses se développe au XVIIIe siècle, le Karabagh devenant le principal centre d'élevage de chevaux de la Transcaucasie, ce qui permet à ces animaux d'influencer la plupart des races voisines. À cette époque, la race est en vogue et s'exporte en grand nombre,, en particulier les chevaux personnels du khan du Karabakh Ibrahim,, mais aussi ceux des khans Panah, Mehdigulu, Djafargulu, et plus tard ceux de Khourchidbanou Natavan. Ces chevaux sont achetés jusqu'à 400 ducats par tête par les Persans, les Géorgiens ou les Turcs, et se font connaître dans le monde entier. Les Persans, notamment, utilisent le Karabakh comme cheval de selle sur longue distance. D'après l'historien russe Semyon Bronevsky (1763-1830), « tout d'abord, le Karabagh était célèbre pour ses haras, et les meilleurs chevaux de Perse étaient célébrés comme étant originaires du Karabagh ». Le peintre russe Vassili Verechtchaguine témoigne qu'après la mort de Nader Chah, le premier Khan du Karabagh Panah Ali Khan s'est emparé d'une grande partie des écuries du Chah, composées d'un mélange de chevaux arabes et Turkomans, puis a distribué ces animaux dans son khanat. C'est donc au XVIIIe siècle que sont attestées des influences arabes et turkmènes sur cette race de chevaux.

« Elle est aussi estimée parmi les races asiatiques que le sont les chevaux anglais parmi les races européennes »

— Chevalier de la Teillais, Étude sur les chevaux russes
Des concours sont organisés deux fois par an à Cıdirdüzü (Choucha), des présents coûteux étant offerts aux vainqueurs.
Les Russes prennent la forteresse de Choucha en 1822, tout le khanat du Karabagh passant alors sous le contrôle de Saint-Petersbourg. Avec l'invasion persane du sud du Karabagh, notamment la prise du gouvernorat de Bakou par l'empire perse en 1826, cela entraîne des pertes et une confusion en matière de races de chevaux. Les Perses conduisent des troupeaux reproducteurs vers l'Iran, en tant que butin de guerre. Après la partition de la région entre la Russie et l'Empire perse en 1828, les sujets du sud du Karabagh élevés entre les nouvelles frontières de la Perse sont présentés comme perses ou iraniens, et prennent une orientation d'élevage différente de celle des chevaux élevés dans les frontières russes,,. Dans la partie du Karabagh annexée par la Russie, cette race de chevaux est désormais revendiquée parmi les « joyaux de l'élevage russe »,. Lors de son voyage militaire à Erzurum en Turquie (1828-1829), Alexandre Pouchkine remarque que les officiers russes montent des chevaux de race Karabakh.

### Des années 1830 à 1900
De la Teillais identifie une baisse de qualité du cheptel à partir des années 1830, notamment une perte en taille, en vitesse et en force en raison de mauvais choix d'élevage. Au début des années 1840, les haras des khans du Karabakh ont trois lignées distinctes de chevaux à la robe brun-doré, connue sous le nom de « narynj » (orange, en azéri). Ces trois lignées sont,, : 
- Maymun / Maymon (plus calmes et endurants) ;
- Karniyirtig / Garnyyritig (plus élégants, encolure plus longue, moins endurants que les Maymun) ;
- Elyemetz / Eletmaz (plus grands, plus rapides, plus proches du cheval turkmène).

Il existe également un type « Tokmak », plus massif, puissant et endurant, de couleur ambre, avec des crins bruns foncés.
En 1866, les autorités russes publient pour la première fois une étude de cette race,. Une centaine d'élevages sont alors dénombrés dans la seule région de Choucha,.

#### Haras de Khourchidbanou Natavan
Khourchidbanou Natavan (1832-1897), fille du dernier khan du Karabagh, s'engage activement dans l'élevage grâce à son grand haras situé près de Choucha,. Le peintre Verechtchaguine décrit dans son œuvre Voyage dans les provinces du Caucase sa visite des haras de Natavan, un legs de « chevaux riches et magnifiquement décorés » reçu après le décès de son père. Elle expose ses étalons du Karabakh lors de diverses manifestations internationales,. 

Chevaux Karabakh issus de l'élevage de Khourchidbanou Natavan
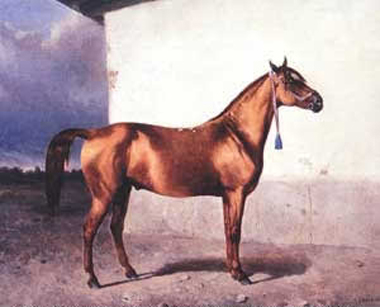
Peinture de 1865 par Nicolas Swertschkoff.
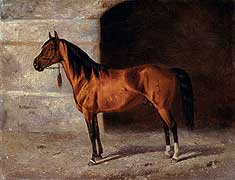
L'étalon Khan, peint par Nicolas Swertschkoff.
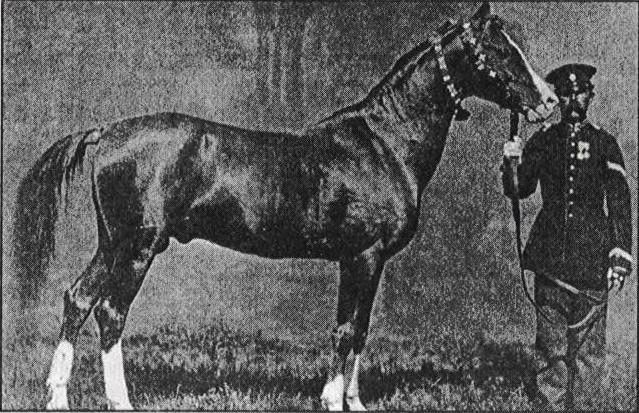
L'étalon Karabakh Əlyetməz / Alyetmez, à l'exposition panrusse de 1867.
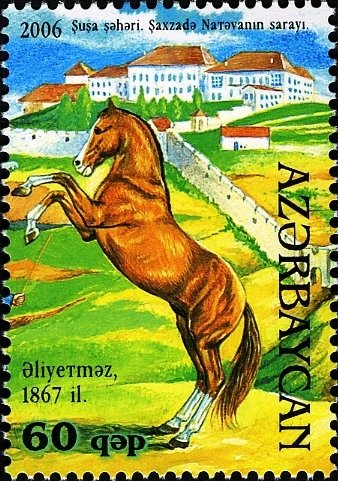
Əlyetməz / Alyetmez, d'après un timbre azerbaïdjanais de 2006.

En 1867, son étalon Alyetmez décroche un prix à l'exposition panrusse et son étalon Khan obtient la médaille d'argent à l'Exposition universelle à Paris,. C'est lors de cette exposition qu'intervient la première découverte à grande échelle de cette race de chevaux en Europe, bien que Khan ne soit pas un pur Karabakh mais soit croisé avec l'Arabe, son père étant l'étalon Krynzk. D'après les sources azerbaïdjanaises, l'événement est abondamment commenté en raison d'une anecdote voulant que des femmes parisiennes aient demandé, dans des salons de coiffure, à se faire teindre les cheveux de la même couleur que celle de Khan,,. Un autre de ses étalons décroche la médaille d'or lors de l'exposition équestre panrusse de 1869 à Moscou, puis est acquis par l'exposition. Elle reçoit une médaille d'argent et un prix de 300 roubles en argent pour son étalon Meynern. Enfin, son étalon Molotok/Tokhmaq est récompensé d'une médaille de bronze,.

#### Raréfaction à la fin duXIXe

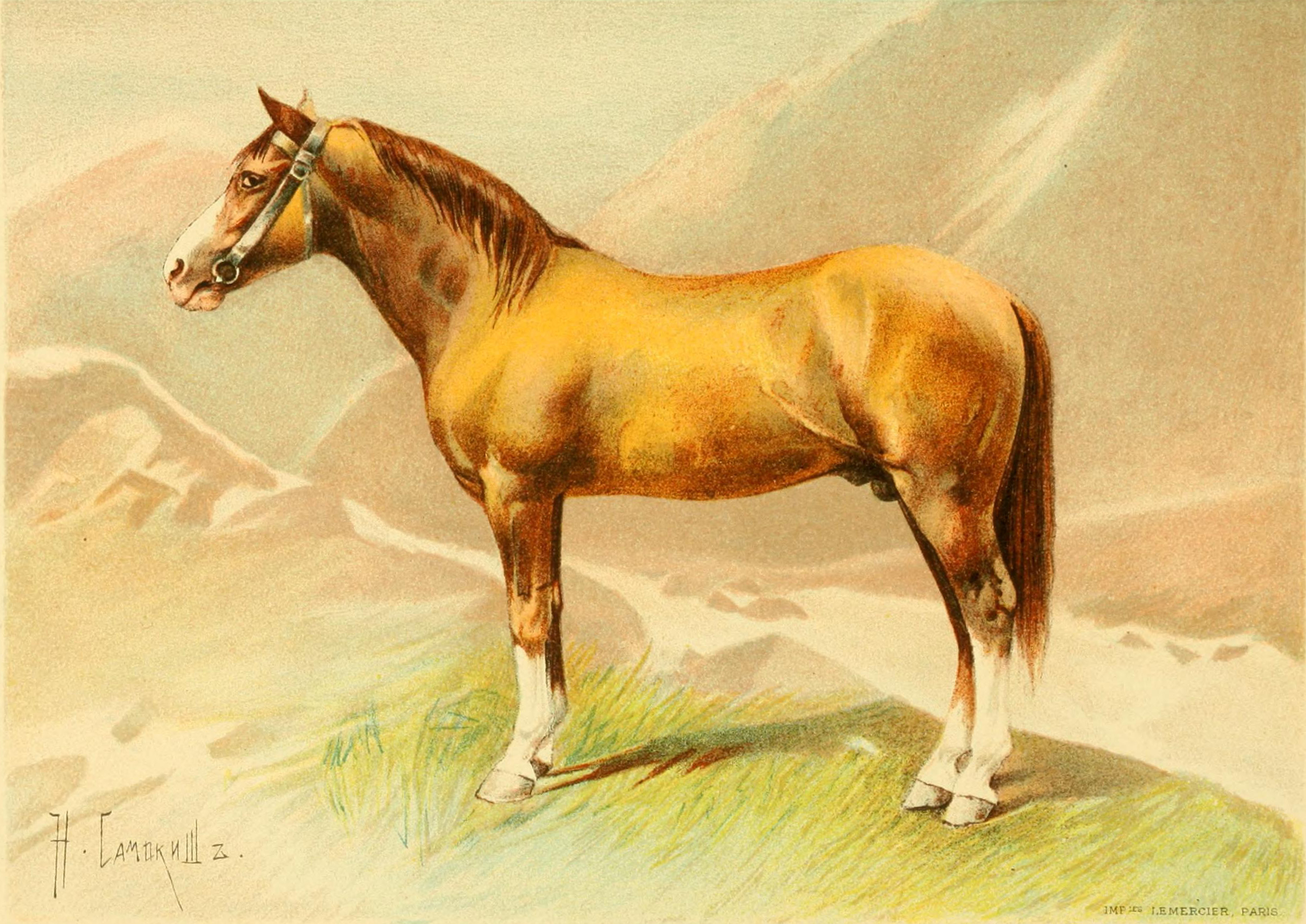
Dessin de 1894 à partir d'une photographie prise par le Dr L. Simonoff, présentant le Karabakh comme un cheval russe.

Les lignées nobles de ce cheval se raréfient au cours du XIXe siècle. D'après Nur Dolay, les succès de cette race dans les expositions internationales ont peut-être précipité son déclin, car ils sont suivis de ventes et d'exportations massives vers le Royaume-Uni, la Russie et la Perse. Nissen met en cause la demande importante de ces chevaux par les officiers de cavalerie russes, férus de chevaux de selle à l'encolure relevée. Selon l'historien et général militaire Vassili Alexandrovitch Potto, le général Yasson Ivanovitch Chavchavadze possédait également un cheval Karabakh. En 1869, dans son étude des chevaux russes, le chevalier de la Teillais note le faible nombre de bons chevaux restants dans la région du Karabagh. À la fin du XIXe siècle, seulement quelques centaines d'individus sont recensées.

### AuXXesiècle, sous le régime russe puis soviétique

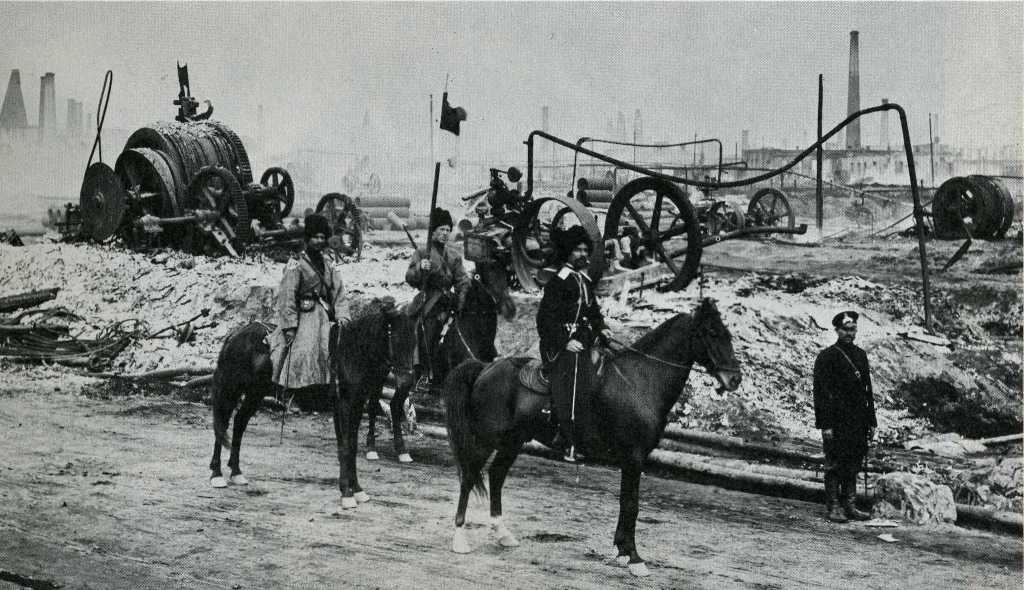
Patrouille russe à Bakou pendant les massacres arméno-tatars de 1905.

Les massacres arméno-tatars au début du XXe siècle réduisent drastiquement les effectifs équins,. Après la Révolution russe, cette race est quasiment éteinte. En 1921, les autorités soviétiques souhaitent relancer l'élevage des chevaux et ouvrent un haras avec vingt étalons, dont douze Karabakh. Un hippodrome est aussi créé à Bakou en 1923. La Grande Conférence Zootechnique de 1926-1928 est suivie de l'envoi d'une commission d'enquête dans le Karabagh qui conclut à l'incertitude quant à la survie de la race, ce qui entraîne l'abandon de la question jusqu'à la fin de la Seconde Guerre mondiale. Ce n'est qu'après-guerre que sont redécouvertes les qualités de l'ancien cheval du Karabagh. La collectivisation forcée nuit à ces chevaux, des animaux d'élevage précieux étant confisqués pour soutenir la production agricole.
En 1948 ou 1949, les autorités soviétiques ouvrent un haras à Agdam afin d'y redémarrer l'élevage à partir de sujets considérés comme les plus caractéristiques de la race,. Deux-mille chevaux sont examinés, et parmi eux, soixante classés comme proches du type Karabakh. Une base de quatre-vingts juments à la robe majoritairement dorée, avec la crinière et la queue alezan foncé, est proposée en croisement avec l'Arabe pour augmenter la taille des poulains, ce qui sera fait à partir de 1946, avec les résultats escomptés,. D'après Nissen, seules vingt-sept juments ont finalement participé à ce programme d'élevage. Les croisements de base sont effectués avec six juments arabes, un étalon Karabakh et un étalon Tersk. Nissen cite aussi un étalon du Don. C'est dans la région d'Agdam que se trouvent à l'époque la majorité des effectifs. Le haras d'Agdam donne naissance à l'étalon Zaman, offert en 1956 à la reine d'Angleterre ; ce haras reste le principal lieu d'élevage de la race durant toute l'époque soviétique, son registre généalogique étant publié par le ministère de l'agriculture à Bakou.
Nikita Khrouchtchev se préoccupe peu d'élevage de chevaux. Durant les années 1970 et 1980, de nombreux chevaux Karabakh sont vendus aux enchères à Moscou à des acheteurs européens. De plus, le croisement avec l'Arabe dans le but d'augmenter la vitesse sur hippodrome entraîne la perte de la couleur de robe dorée. Nissen estime ainsi que le Karabakh a énormément décliné pendant l'époque soviétique.
La race entre en reconstitution pour retrouver le type ancien au début des années 1980, le registre généalogique (stud-book) ayant été ouvert en 1981,. Il ne reste cependant presque aucun cheval de « race pure », car les Karabakh ont été trop croisés avec l'Arabe. En 1989, les effectifs sont donc très bas, et la race est au bord de l'extinction.

### Depuis l'indépendance de l'Azerbaïdjan et de l'Arménie

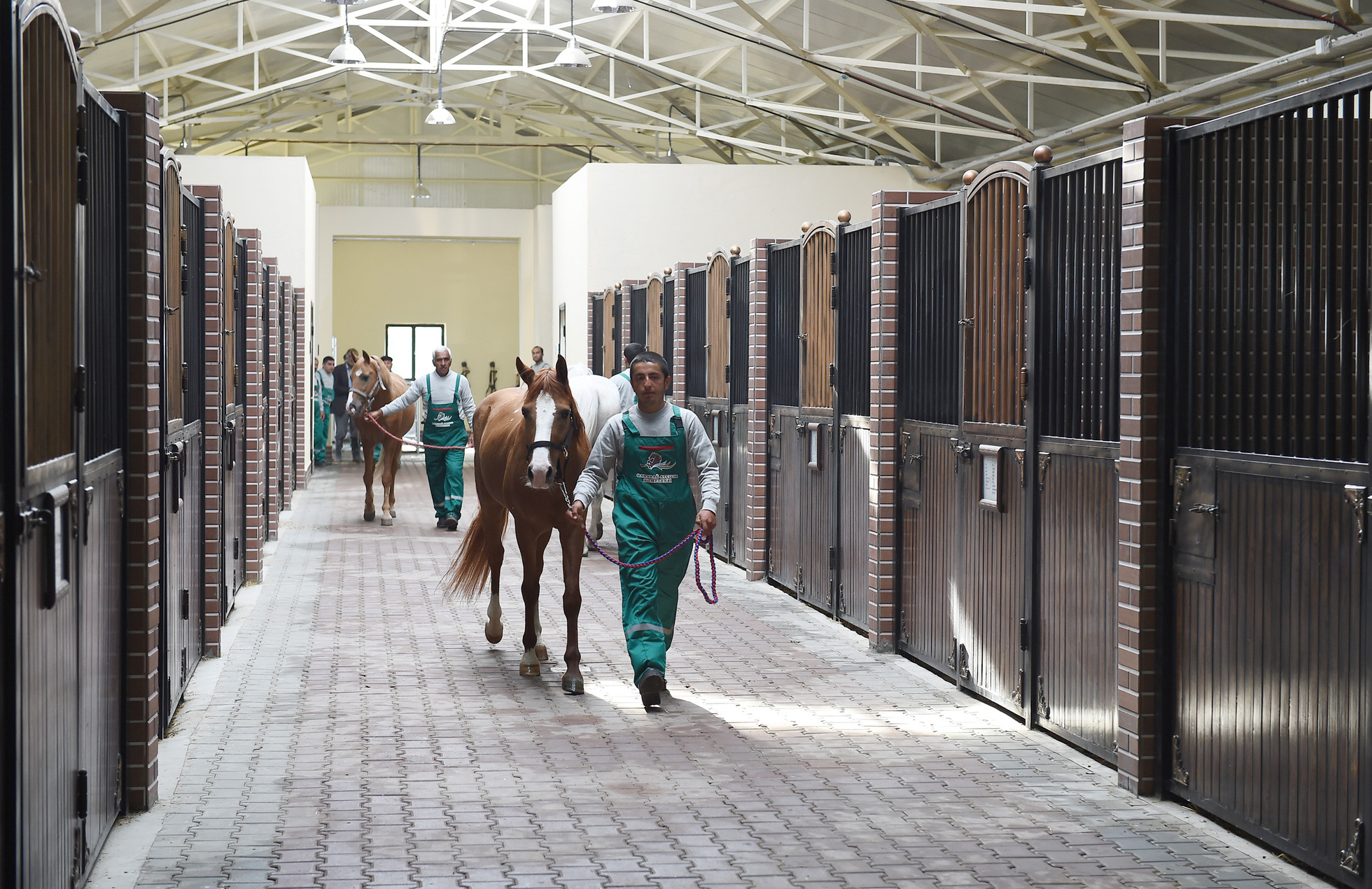
Complexe équestre du Karabagh, officiellement ouvert en 2018 à Ağcabədi.

Peu avant la dislocation de l'URSS, il existe trois lignées de chevaux Karabakh : deux ont été fondées par des étalons arabes, seule la troisième est considérée comme étant de pure race, dans un contexte où la majorité des sujets inscrits dans le registre généalogique soviétique ont des origines arabes. La race est déclarée éteinte dans certaines sources de l'époque, une opinion renforcée par les troubles que connaît la région du Karabagh à partir des années 1990,.
L'Arménie revendique cette région du Caucase. Les différents conflits dans le Haut-Karabagh (première guerre du Haut-Karabagh à partir de 1988 dans l'URSS en déliquescence puis conflits de 2020 et de 2023) font peser une lourde menace tout à la fois sur les populations civiles, sur l'héritage culturel et sur les animaux,,. Il n'existe aucune documentation sur l'état de l'élevage durant cinq ou six ans, jusqu'à ce que l'Azerbaïdjan reprenne les enregistrements généalogiques à la fin des années 1990.

#### Relocalisations des chevaux pendant et après la première guerre du Haut-Karabagh

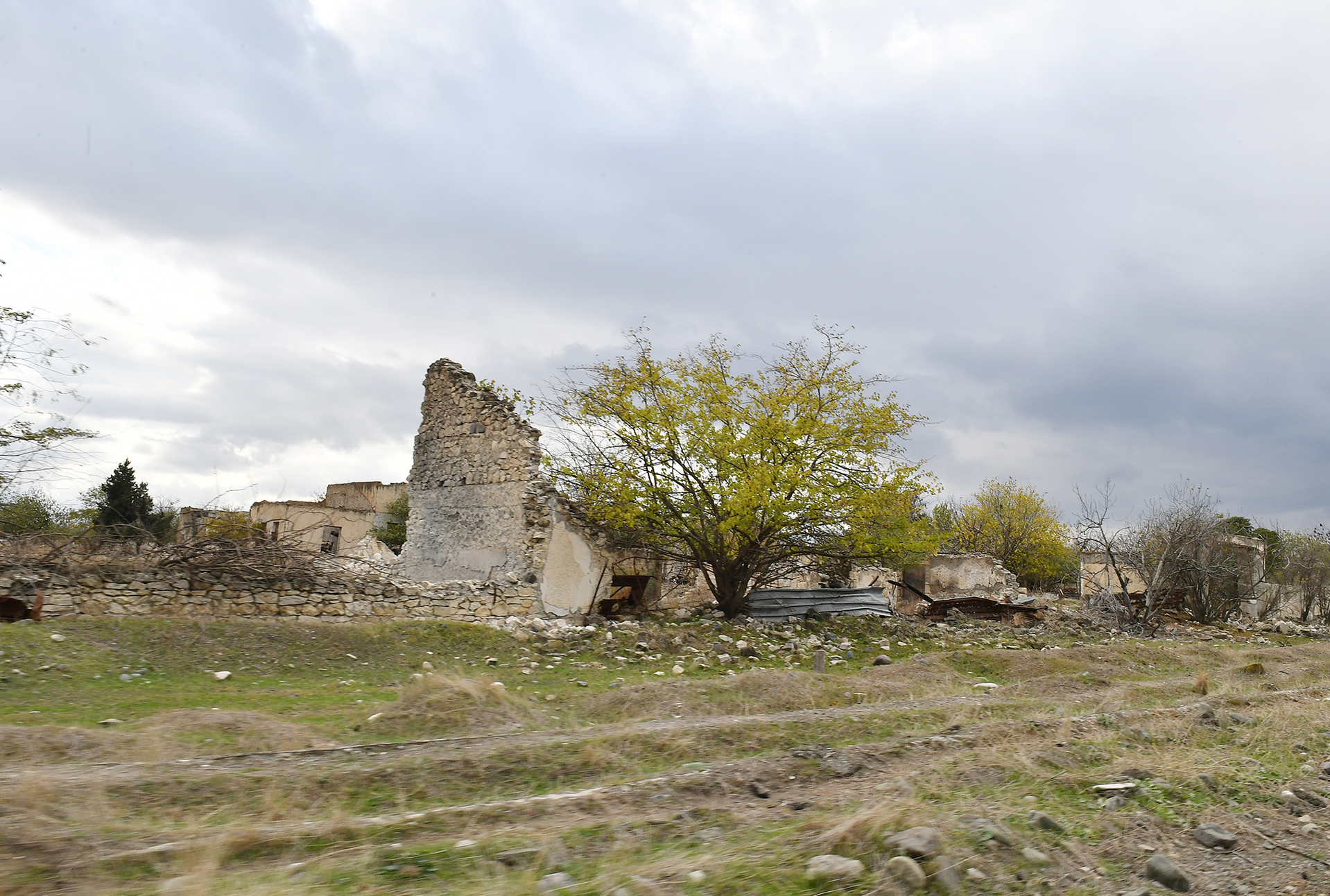
La ville-fantôme d'Agdam, où se trouvait le haras principal de la race Karabakh avant sa destruction en 1993.

La famille Orujov joue un rôle majeur dans la sauvegarde de cette race en transférant ses chevaux hors des zones de conflit durant la première guerre. Le directeur du haras d'Agdam, Maarif Huseynov, décide d'exfiltrer les 250 chevaux du haras pendant la nuit avec l'aide de quelques personnes. Ali Orujov retourne ensuite en zone de guerre pour récupérer leur registre généalogique. Ces transferts de chevaux s'effectuent par camion, ou bien à pied et à cheval. L'ampleur des déplacements de réfugiés rend très difficile l'accueil et les soins aux chevaux. Les animaux sont finalement relocalisés à Lənbəran dans le raion de Barda en 1993,, après avoir été déplacés « continuellement d’un endroit à un autre ». Cela a drastiquement nui aux effectifs de la race, car des juments ont péri et subi des fausses couches,. Maarif Huseynov prend la tête du haras de Lənbəran, qui assure les anciennes fonctions dévolues à celui d'Agdam.
Les animaux ne sont pas une priorité dans le contexte des déplacements de population, des pénuries et du manque de logements consécutifs aux guerres. Yashar Guluzade, un homme d'affaires peu connaisseur des chevaux, achète dix Karabakh à Lənbəran afin de démarrer son propre élevage près de Chaki avec l'aide d'Ali Orujov, et d'empêcher l'extinction de la race ; il finance également la tenue et l'édition du registre généalogique, ainsi que diverses analyses génétiques. En 2002 et 2003, le haras d'Agdam compte environ 120 chevaux de race Karabakh. Plusieurs éleveurs expriment alors le souhait de pouvoir « ramener ces chevaux à leur lieu d'origine ».

#### Actions de soutien du gouvernement azerbaïdjanais

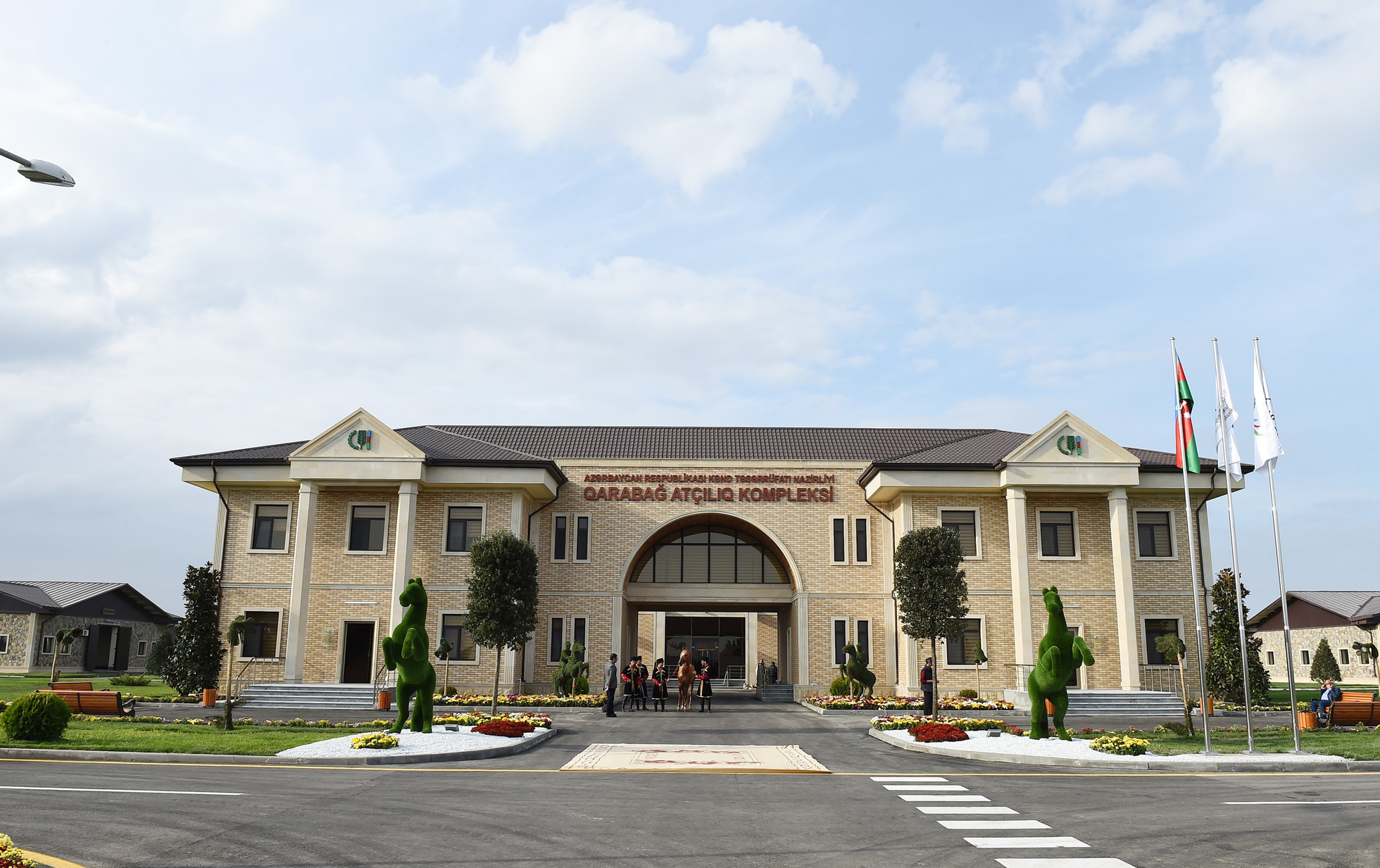
Le complexe d'équitation du Karabakh à Ağcabədi, le jour de la visite du président Ilham Aliyev en 2018.

Les efforts de Yashar Guluzade motivent la Fédération équestre d'Azerbaïdjan à agir pour la préservation du Karabakh. En 2007, une loi azerbaïdjanaise prévoit un plan quinquennal de financement de la sauvegarde des races locales,, à partir de fonds d'État et de donations privées, principalement venues de personnalités des affaires. L'année suivante, des militaires créent leurs propres haras et aménagements équestres à Novkhani, à partir d'une vingtaine de chevaux de race Karabakh. En 2011, le gouvernement azerbaïdjanais prend des mesures pour protéger la race, en particulier l'interdiction d'exportation et le financement d'analyses génétiques. Il s'ensuit un accroissement des effectifs, notamment à Lənbəran. La situation de ce cheval restait méconnue du reste du monde depuis l'indépendance de l'Azerbaïdjan, jusqu'à sa reconnaissance comme patrimoine par l'UNESCO en 2013. Le gouvernement azerbaïdjanais signe un nouveau décret en faveur de mesures de soutien à l'élevage en novembre 2014,.
En 2018, le complexe équestre du Karabagh ouvre officiellement à Ağcabədi et reçoit à cette occasion la visite du président azerbaïdjanais Ilham Aliyev et de la Première dame Mehriban Aliyeva. Ses effectifs varient selon les sources ; d'après le journaliste Tristan Rutherford, en 2023, il compte environ 300 chevaux de pure race ; selon Feyzullayeva, entre son ouverture et 2024, ce complexe a accueilli plus de 200 chevaux.
En avril 2022, Sarkhan Taghiyev annonce la reconstruction du haras d'Agdam, situé dans les territoires pris par l’Azerbaïdjan en 2020 et détruit pendant les guerres du Haut-Karabagh . Le 4 octobre 2022, une cérémonie pour la pose de la première pierre d'un centre d'élevage de chevaux prévu pour accueillir 120 animaux de race Karabakh dans le village d'Eyvazkhanbeyli, près d'Agdam, est organisée en présence d'Ilham Aliyev et de Mehriban Aliyeva.

## Description

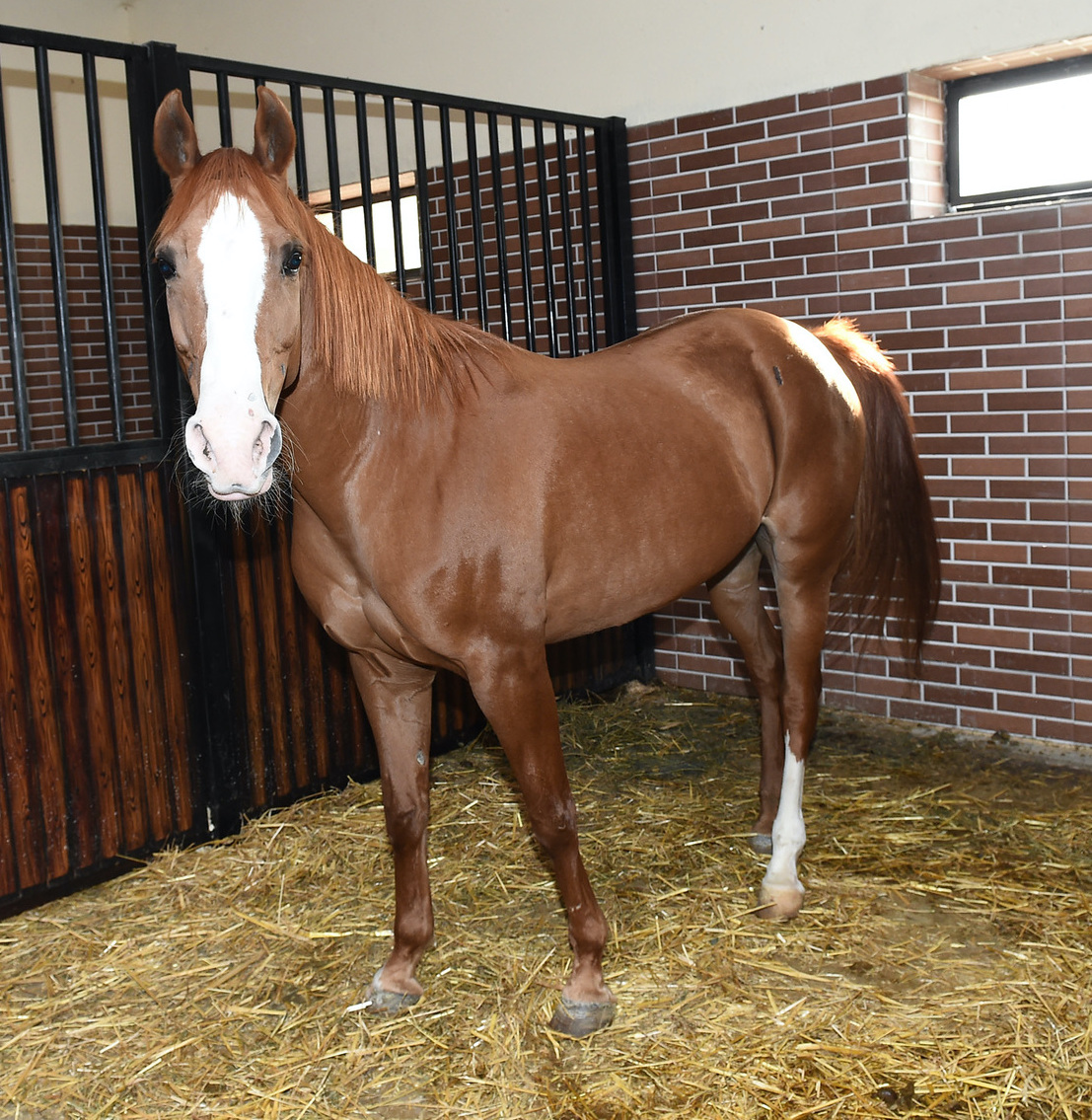
Karabakh alezan du complexe d'équitation du Karabagh.

Si tous sont des « chevaux de montagne »,, il existe deux types de Karabakh,. L'un est un type agricole, plus petit et plus massif que l'autre, qui se rapproche davantage de l'Arabe. Ce cheval se distingue rapidement des autres races originaires du Caucase en raison de l'impression extérieure de « noblesse » et d'harmonie qu'il dégage.

### Taille et poids

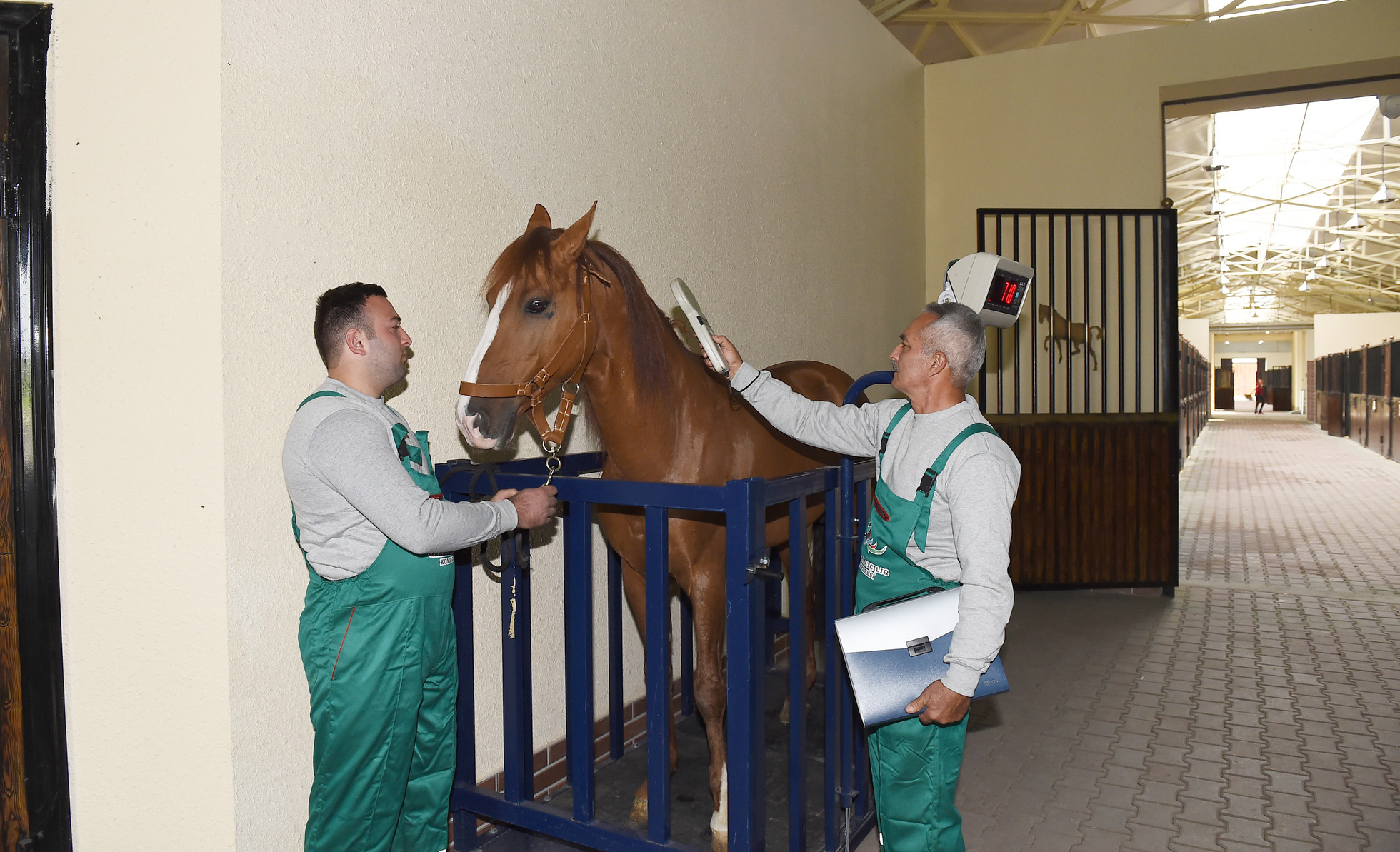
Comparaison de taille entre un cheval du complexe équestre du Karabagh et deux hommes, plaidant pour une taille d'environ 1.50 m chez le cheval.

C'est un cheval plutôt fin et d'assez petite taille,. D'après différentes sources anciennes et le guide Delachaux, il mesure 1,38  à   1,40 m,,,, l'auteur américain Nicola Jane Swinney donnant une moyenne de 1,40 m et l'auteur anglais Elwyn Hartley Edwards de 1,42 m. L'autrice britannique Caroline Silver indique (en 1979) 1,40  à   1,43 m, l'autrice tchèque Helena Kholová citant 1,42  à   1,45 m, l'auteur italien Maurizio Bongianni indiquant une fourchette très proche, de 1,43  à   1,45 m. Un autre auteur italien, Gianni Ravazzi, donne 1,45 m en moyenne,.
Les auteurs russes N. G. Dmitriez et L. K. Ernst indiquent en 1989 une taille moyenne de 1,50 m chez les mâles, avec un tour de taille de 1,69 m, et une taille moyenne de 1,48 m chez les femelles, avec un tour de taille de 1,64 m. La Fédération équestre d'Azerbaïdjan indique 1,42  à   1,52 m en 2016, assez proche de la fourchette de 1,46  à   1,52 m chez les mâles et 1,43  à   1,46 m chez les femelles, citée par Nur Dolay en 2014, et de celle de 1,44  à   1,50 m fournie par CABI. Le périmètre thoracique moyen s'établit alors à 1,65 m. Le Guide Delachaux donne une taille maximale de 1,54 m. Nissen fournit la fourchette de taille la plus élevée, en lui attribuant 1,50  à   1,55 m.
D'après le zootechnicien soviétique K. Aliev, la taille moyenne chez cette race a augmenté au cours du XXe siècle en conséquence des croisements pratiqués au haras d'Agdam avec le cheval arabe, passant d'une moyenne de 138,5 cm en 1949 à une moyenne de 147,8 cm en 1981. En revanche, le Karabakh iranien est de petite taille (moins d'1,45 m), et est ainsi notablement plus petit que l'Arabe et le Kurde.

### Morphologie
Le modèle est médioligne et particulièrement harmonieux, avec une musculature bien développée et une peau fine, dotée d'un poil brillant. L'influence de l'Arabe se ressent dans ce modèle.
Une étude de comparaison phénotypique publiée en 2007, portant sur 42 chevaux de race Karabakh, 32 de race Kurde et 24 de race Arabe, conclut que chacune de ces trois races est bien caractérisée.

#### Tête
La tête est petite,,,,, fine,, et bien découpée,, proportionnée avec l'encolure. De profil rectiligne,,, à légèrement concave selon Nissen, elle est bien attachée à l'encolure.

Tête du Karabakh
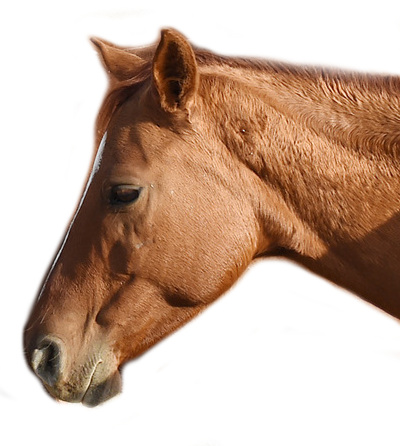
Alezan, vu de profil.
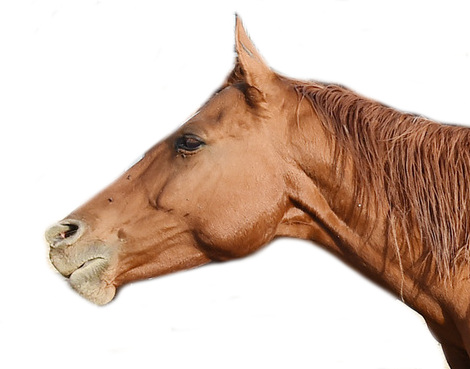
Alezan, vu de profil.
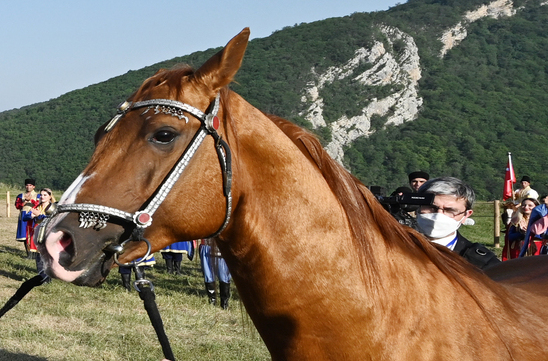
Alezan, vu de profil.
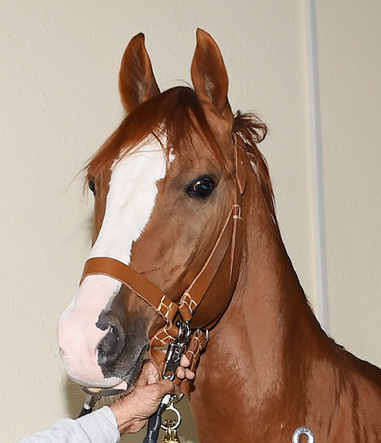
Alezan, vu de trois quarts.
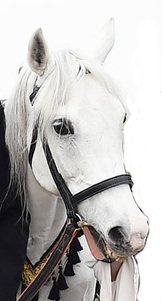
Gris, vu de trois quarts.

Les oreilles sont dressées,, mobiles et de taille moyenne, relativement larges. Le front est large,,, et plat,. Les yeux sont grands et saillants,,,, alertes et expressifs,, largement espacés l'un de l'autre. Le bout de nez est fin,,, avec des naseaux évasés, et larges.

#### Corps et arrière-main

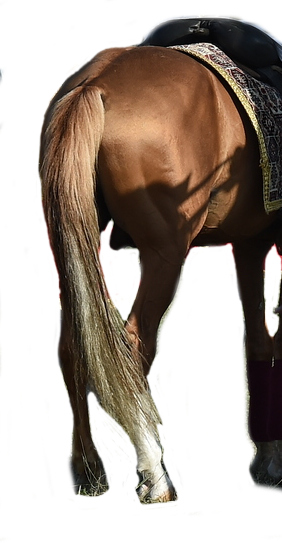
Arrière-main du Karabakh, avec la croupe et la queue, montrant aussi les jarrets clos.

La description de la longueur de l'encolure varie selon les auteurs, Bongianni la décrivant comme longue, d'autres comme de longueur moyenne,, Nissen comme plutôt courte. Elle peut être arquée ou bien droite, et est toujours portée assez haut,,,,. Elle peut être puissante et forte,. 
Le poitrail est profond, et plutôt large,, notablement plus large que chez l'Arabe et le Kurde. L'épaule est relativement droite selon Edwards, Bongianni la décrivant comme inclinée mais plate. Le garrot est saillant,, ou bien moyennement élevé, bien prolongé jusqu'au dos. Le corps est fort et compact,,, la ligne dorso-lombaire droite,, le dos de longueur moyenne. La zone musculaire du rein est bien reliée à la croupe. Celle-ci est de forme oblique,, large, et d'une longueur moyenne à longue, parfois légèrement effilée. La queue est portée bas selon une nette majorité d'auteurs,,,. Seul Nissen la décrit comme portée haut. 
Les crins (crinière, queue et fanons) sont peu fournis, mais brillants et soyeux,,,. Le poil est également fin et soyeux, lisse et brillant.

#### Membres

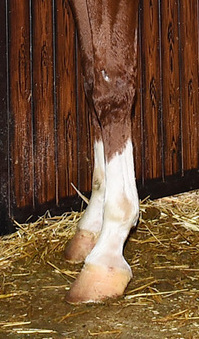
Membres antérieurs d'un Karabakh.

Les membres sont longs, minces par comparaison à la masse du corps, et dotés d'os assez fins,,, mais solides et musclés. Les jointures sont fines, mais propres, et les tendons bien définis,. Edwards lui reproche, comme à beaucoup de chevaux de montagne, une conformation défectueuse des membres postérieurs, avec des jarrets souvent clos ; cependant cette caractéristique contribue vraisemblablement à sa sûreté de pieds.
Les pieds sont très sains et durs,,,, bien qu'assez petits,,.

### Robe
La couleur de robe constitue l'un des éléments les plus distinctifs de cette race de chevaux,,. D'après Nur Dolay, 90 % des chevaux enregistrés sont de robe alezan doré. Une majorité d'auteurs décrivent l'alezan à reflets dorés et le bai comme les deux robes les plus fréquentes,,,,. La robe de base est généralement alezane, baie, ou sous toutes les variantes du dun,, parfois grise, les marques blanches étant possibles,,. Ces marques sont fréquentes sur le chanfrein (liste) et sur les jambes (balzanes),,.

Détails de la robe du Karabakh
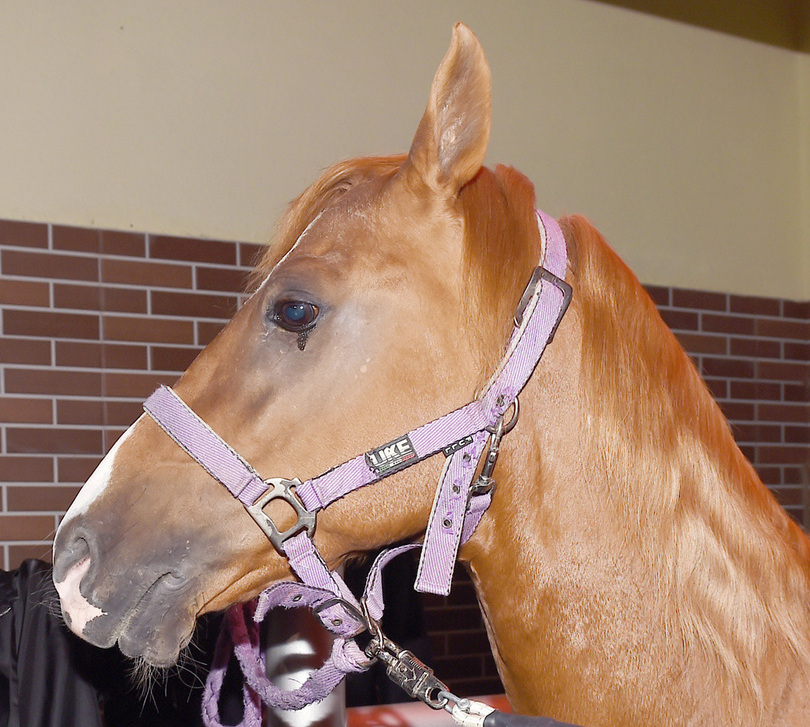
Tête d'alezan doré avec marques blanches, vu de profil.
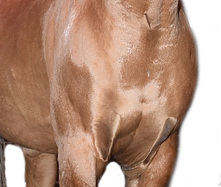
Poitrail.
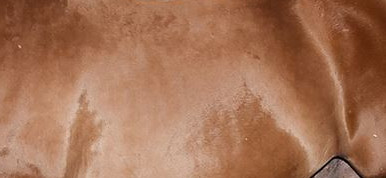
Flanc.
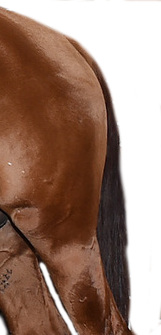
Croupe et queue plus foncée que le corps.

Les reflets dorés de la robe sont comparés au culte du feu par l'éleveur Pasha Hasanli. Chez le Karabakh iranien, le bai est la couleur de robe la plus représentée, suivie par l'alezan. Bongianni et Edwards décrivent l'isabelle (bai dun) avec raie de mulet et reflets dorés comme la nuance la plus fréquente,.
Le palomino et l'isabelle sont également possibles.

### Tempérament et entretien

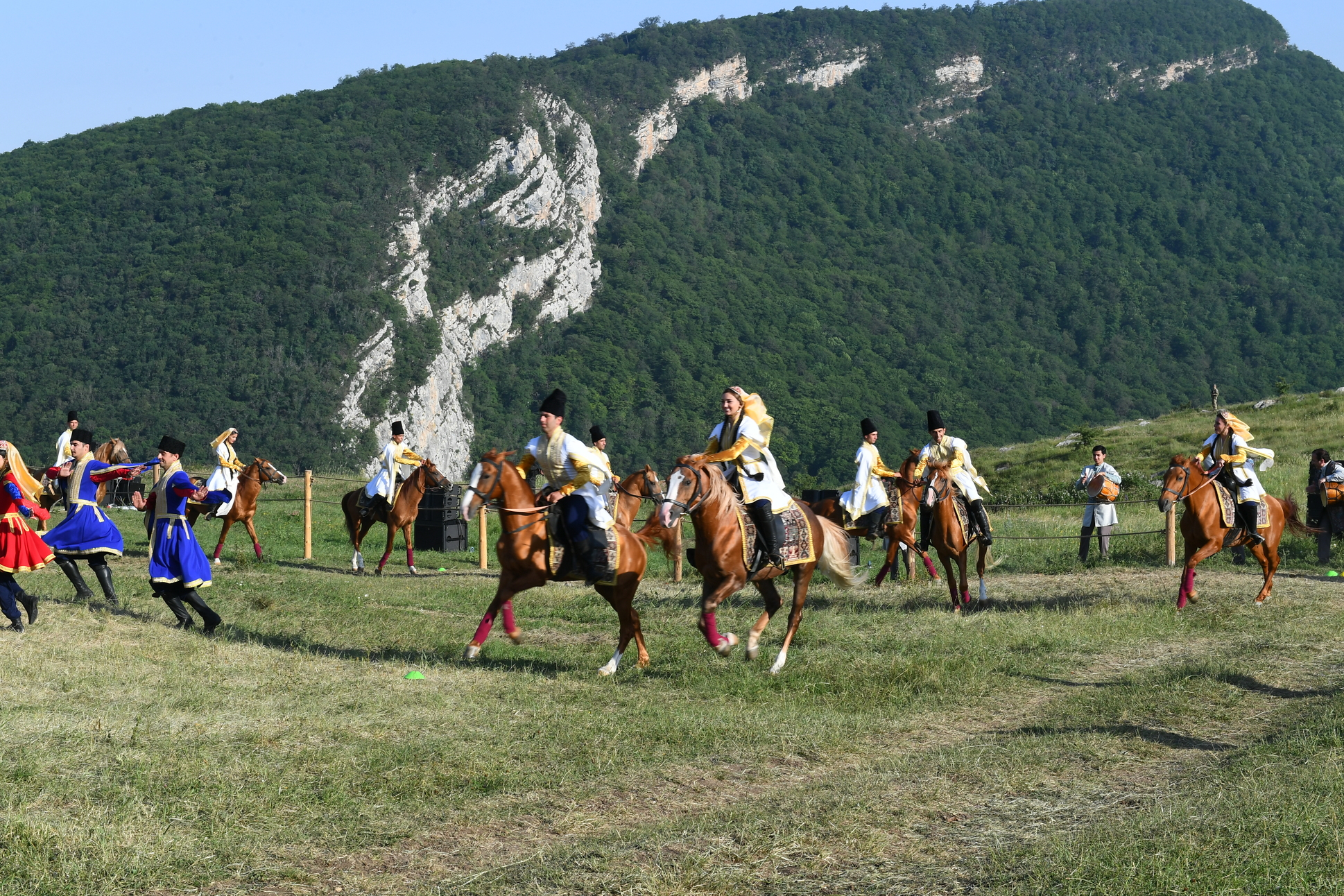
Chevaux Karabakh et danseurs à Djıdir duzu, lieu historique où se tenaient des courses de chevaux.

La race est réputée pour son tempérament calme,,,,, sa force, sa résistance et son énergie,,,,. Nissen lui décrit une grande intelligence doublée d'une volonté de coopérer avec l'humain. Comme tous les chevaux de montagne, le Karabakh a le pied sûr,,,,. Il s'agit aussi d'un cheval réputé rustique, habitué à affronter le climat montagnard,, et les privations de nourriture. En 1949, selon Botskarev, le taux de fertilité des juments atteint 93,5 %.
Les auteurs allemands Jasper Nissen et Jessica Bunjes décrivent une réaction différente de celle de la majorité des races de chevaux des steppes, à savoir sa tendance à se figer sur place en réaction au danger,. Ils se basent sur un récit du comte Marian von Hutten-Czapski (1816-1875) publié en 1876. L'explorateur français Émile Duhousset témoigne de l'excellente endurance de cette race en 1874 :

« J'ai chassé des gazelles avec un cheval Karabagh pendant huit jours consécutifs dans le désert, faisant des courses de dix, douze et même quatorze heures, sans que la santé de ce cheval, qui était très peu soigné pendant ce temps, parût en souffrir »

— Émile Duhousset,.
En 2022, aucune analyse génétique n'avait encore été menée sur la race. Une analyse de parasitisme est menée sur des chevaux du complexe équestre du Karabakh à partir de 175 échantillons de crottin. Elle conclut que ces chevaux sont exempts de brucellose, et que le parasitisme est majoritairement causé par des nématodes des espèces Strongyle sp., Trichonema sp., Oxyuris sp. et Parascaris sp. entre le printemps et l'automne. Les parasites externes sont Ixodes ricinus, Rhipicephalus bursa, Hyalomma plumbeum et Dermacentor marginatus. Les problèmes de santé sont majoritairement causés par des Rickettsia et des Chlamydiales.

### Allures

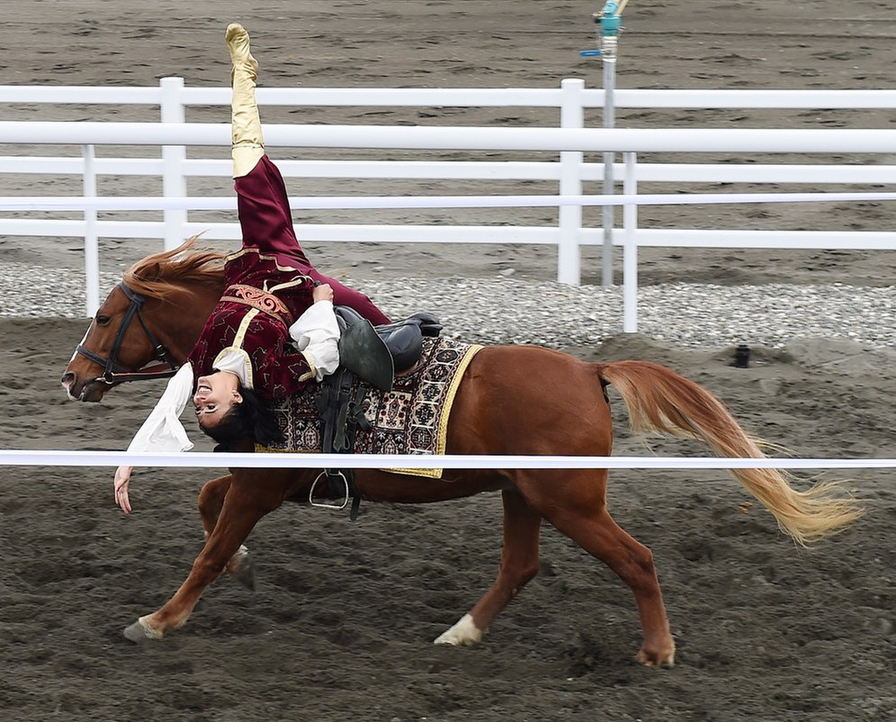
Démonstration de djigitovka sur un Karabakh lancé au galop.

L'action du Karabakh est réputée, avec de très bonnes allures, souples et déliées, légères et couvrantes, très confortables pour un cavalier,,,. Le pas est ample, le galop est rond et lui aussi d'une grande amplitude. Son centre de gravité bas lui permet de changer de direction rapidement, même lancé à grande vitesse. Cela en fait un cheval particulièrement agile et sûr.
Sa vitesse de déplacement est habituellement supérieure à 8 kilomètres par heure.
D'après Bunjes, il est souvent capable de se déplacer à l'amble rapide (dit tölt).

### Sélection
Historiquement, le croisement avec l'Arabe a été fréquemment pratiqué, et continue de l'être par exemple à l'élevage privé du Gunay Atchilig, avec l'étalon de course Gafal. Il est possible que le Deliboz soit une lignée du Karabakh,.
Depuis 2007, c'est essentiellement l'État d'Azerbaïdjan qui finance les mesures de sélection du Karabakh. Cela comprend la formation de spécialistes de cette race, la préservation de sa diversité génétique, l'inscription des chevaux dans les registres généalogiques et la tenue de ceux-ci, et la publication d'ouvrages spécialisés. Le ministère de l'Agriculture, installé à Bakou, est chargé de l'inscription et du suivi dans les registres, en délivrant notamment les papiers d'identification des poulains,.
Au Gunay Atchilig, quatre lignées de Karabakh sont recensées, une sélection étant menée pour favoriser la robe dorée caractéristique de la race.

## Utilisations
C'est un cheval à deux fins, apte à la selle, au bât, et à l'attelage. Certains sujets de cette race comme Liston, Signal et Naliv ont établi des records mondiaux à différentes époques,. L'État les utilise pour patrouiller le long des frontières montagneuses de l'Azerbaïdjan. Le Karabakh est monté pour la djigitovka, variante locale de la voltige cosaque, notamment par les cavaliers militaires du service d'État chargé de ce contrôle des frontières.

Utilisations du Karabakh
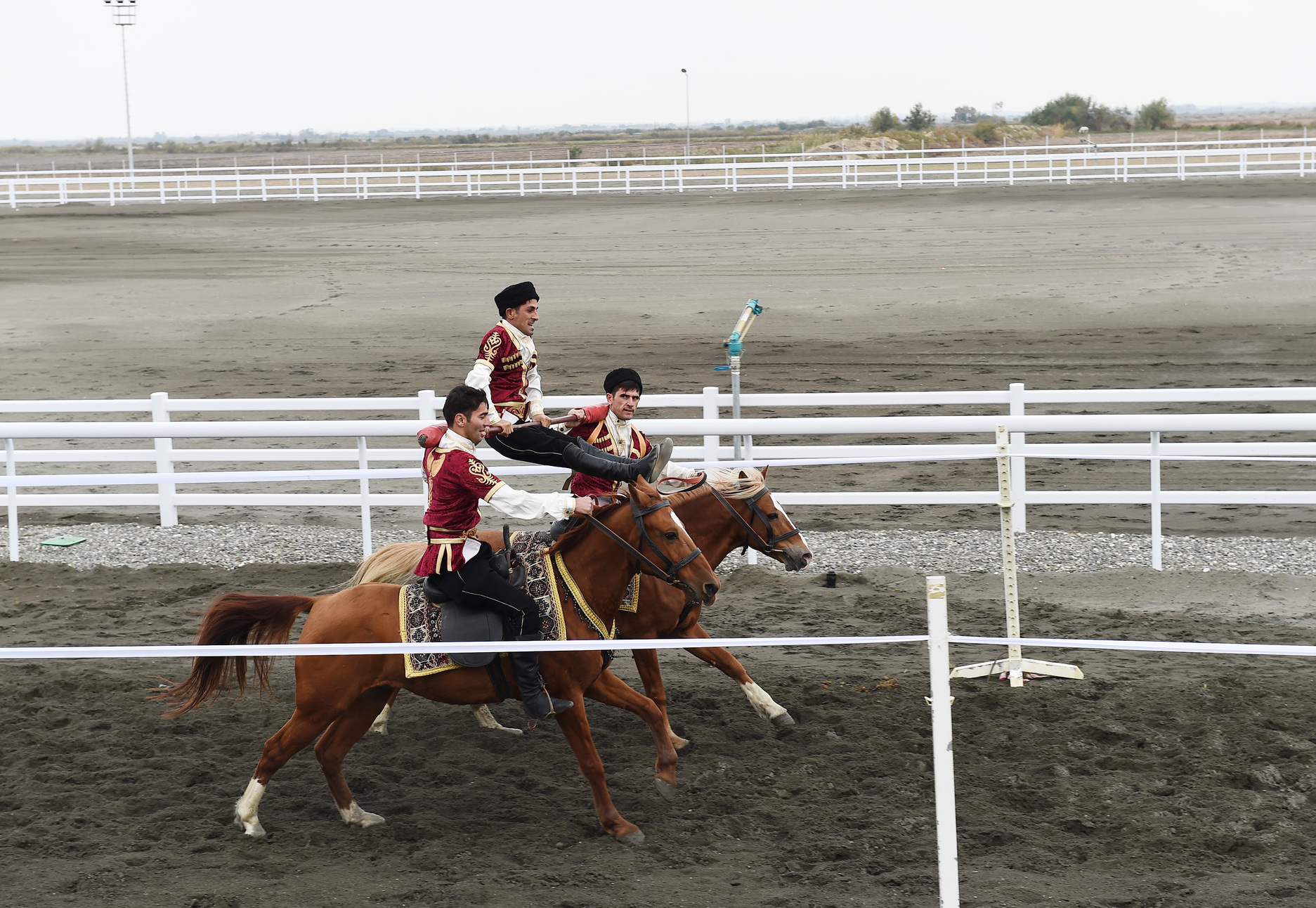
Djigitovka.
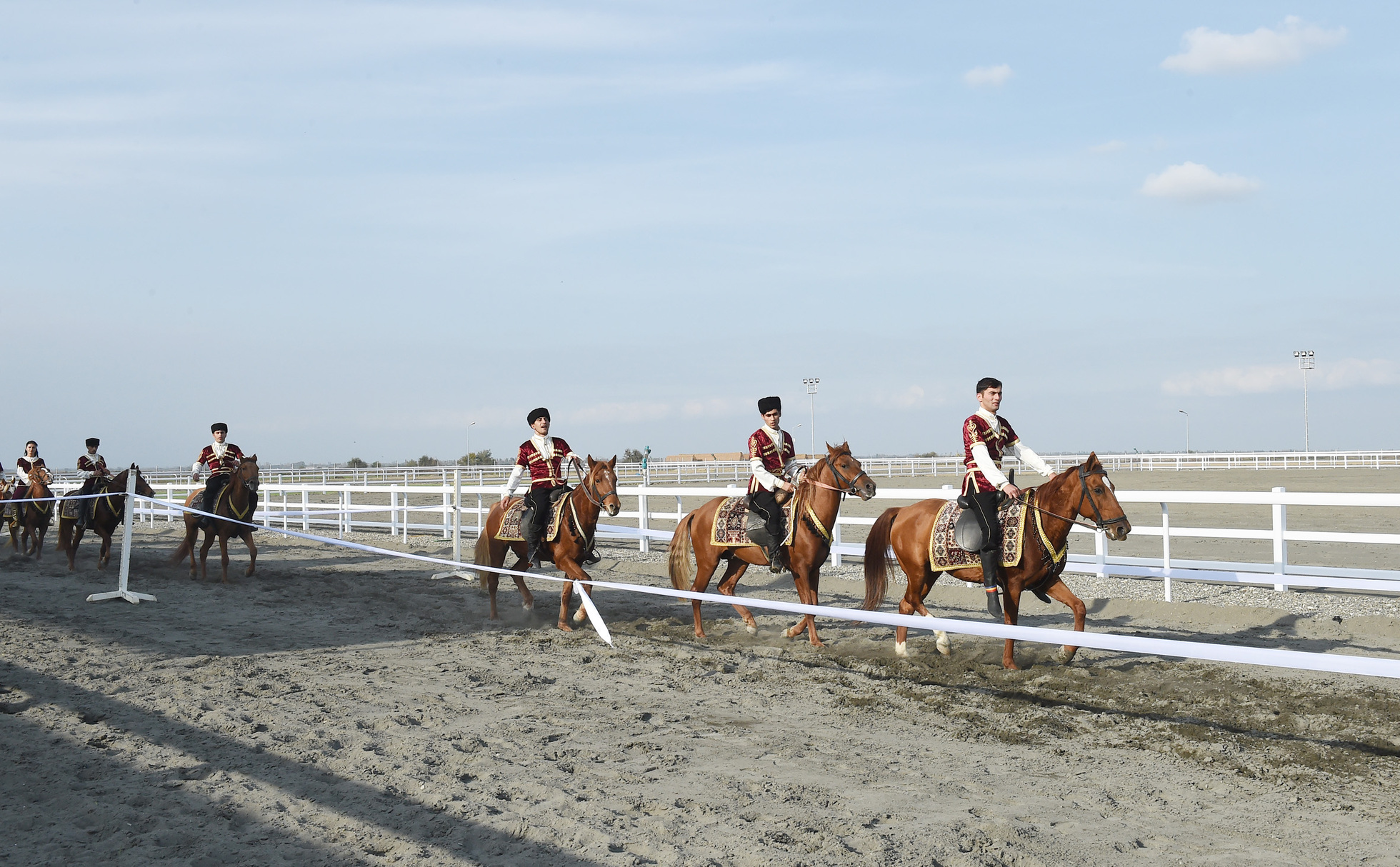
Parade équestre.
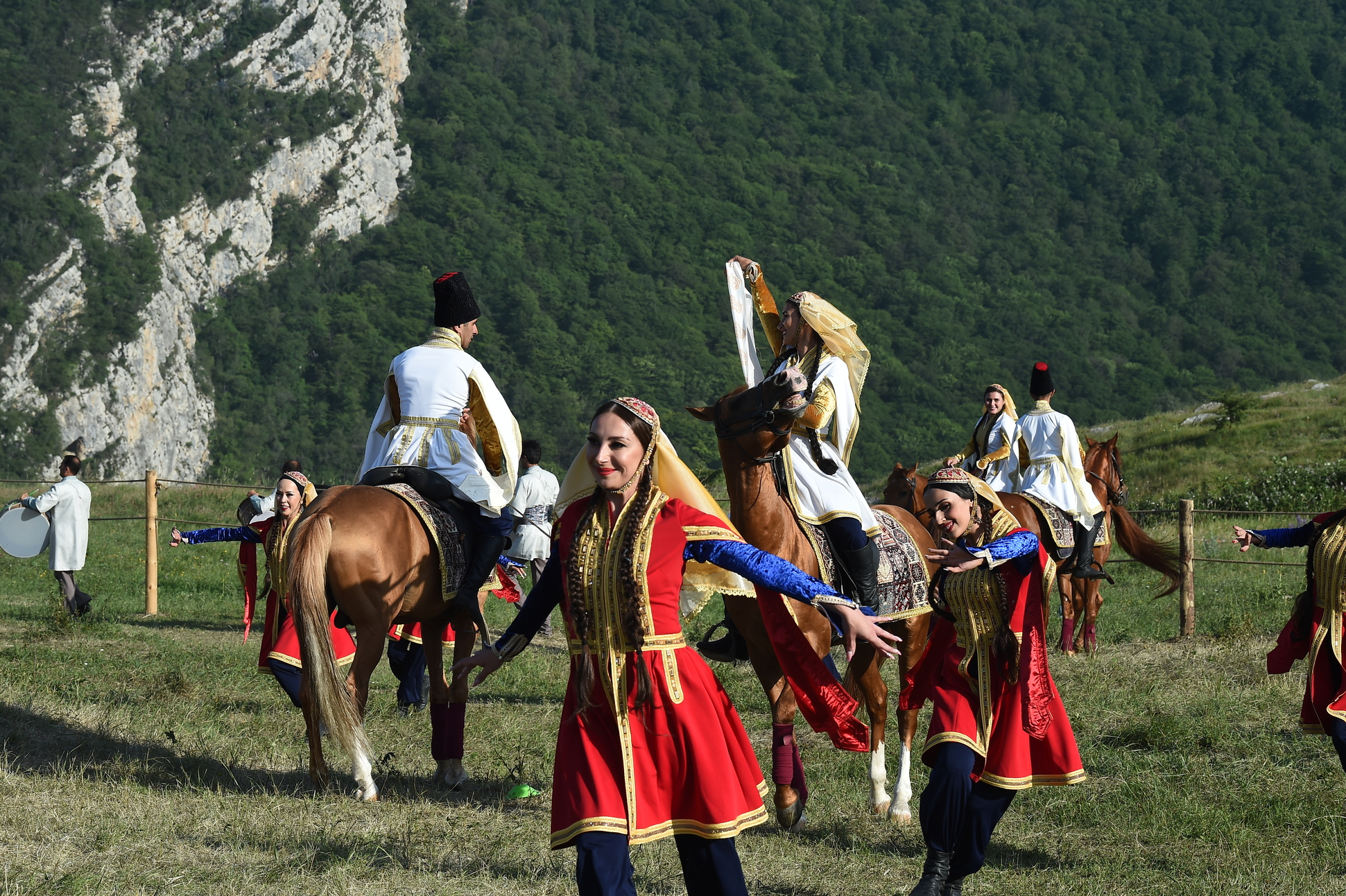
Spectacle équestre musical à Choucha.

D'après une éleveuse d'origine allemande, Verena Scholian, cette race de chevaux sert désormais surtout (en 2011) pour les courses de vitesse et comme symbole de statut social des riches. Quelques-uns, de souche rustique, sont encore montés par des bergers pour suivre leurs troupeaux, à la fois en Azerbaïdjan et en Iran. L'attachement sentimental permet à l'équitation de déplacement de perdurer dans les villages reculés ; le manque de moyens économiques de la population, ne pouvant s'offrir de véhicule motorisé, explique aussi sa persistance.
Il est apte au dressage grâce à ses mouvements et à son port de tête, mais sa taille réduite ne l'y prédispose guère. Ce cheval peut aussi sauter quelques obstacles au besoin. Enfin, le Karabakh est apte à la randonnée équestre au long cours,,,, au TREC et aux épreuves d'endurance grâce à sa résistance à la fatigue, particulièrement en terrain accidenté. Les sports équestres se développent en Azerbaïdjan auprès des jeunes, ce qui laisse présager leur développement futur avec cette race.
Il est possible aussi que le secteur du tourisme équestre et de l'écotourisme soit amené à se développer avec ces chevaux depuis la fin des guerres dans la région économique du Karabagh, notamment à Choucha,.

### Jeux équestres

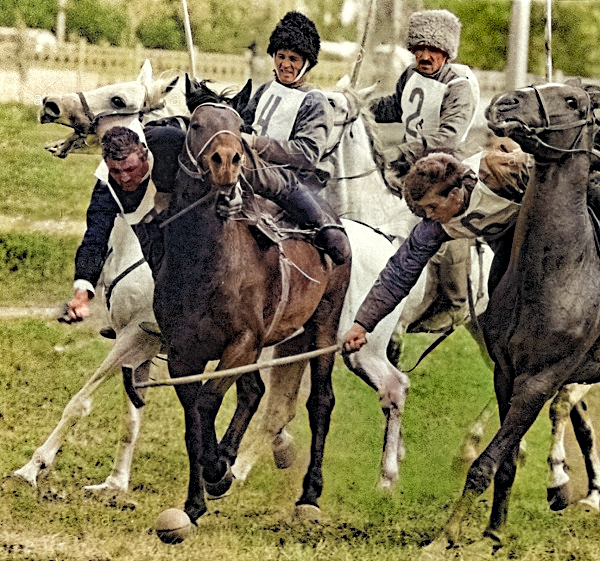
Partie de tchogvan, en 2019.

Le Karabakh est monté pour des jeux équestres traditionnels du Caucase,, notamment le tchogvan, proche du polo, où deux équipes de cinq cavaliers frappent une grosse balle avec un maillet,,,. Si n'importe quelle race de chevaux peut théoriquement être montée pour ce jeu, le Karabakh, en particulier les sujets agiles et de petite taille, a toujours été favori. Il présente en effet un certain nombre de caractéristiques propres aux chevaux de polo / tchogvan, telles que sa taille réduite, sa poitrine large et son rein court
Il est aussi monté pour le jeu équestre surpanakh ou Sür-Papakh, comparable à du basket-ball à cheval, consistant à arracher la papakh (toque en fourrure) de la tête d'un adversaire pour la lancer dans un panier,,.

### Courses

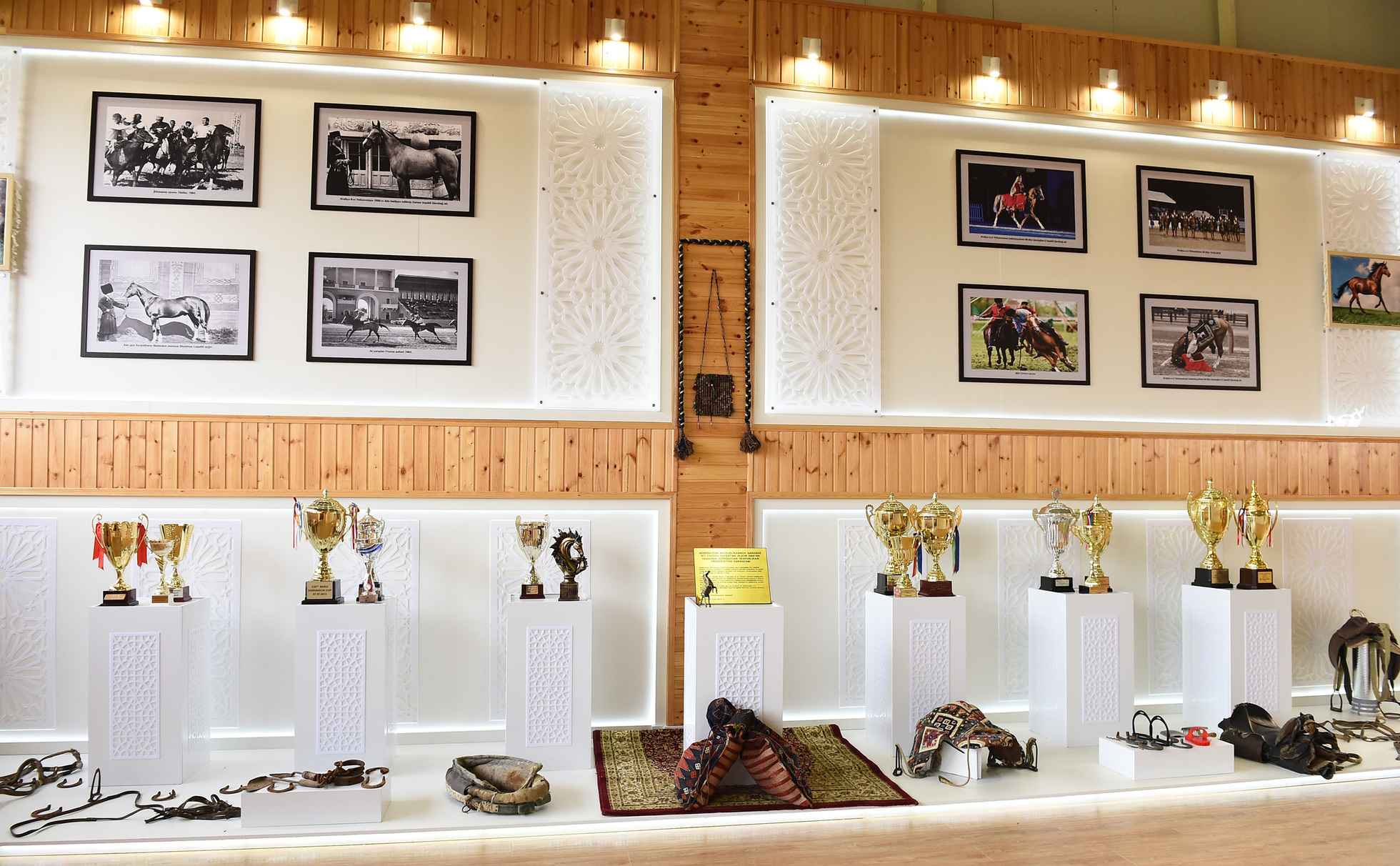
Récompenses obtenues par la race Karabakh exposées au complexe équestre du Karabakh, dont des prix en course de vitesse.

Le Karabakh est également un cheval de course, testé sur hippodrome, notamment à Agdam où il est mesuré sur sa rapidité et à l'hippodrome de Bakou,. Il présente en effet de nombreuses caractéristiques physiques propres aux chevaux de course, en particulier sa poitrine large, son poids léger et ses membres longs et fins. Mille-six-cents chevaux Karabakh ont couru durant une cinquantaine d'années sur hippodrome et atteint des vitesses « respectables », depuis la création du haras d'Agdam jusqu'aux années 2000. 
En 2004, un cheval originaire de la région d'Agdam aurait ainsi établi un record en parcourant les 1 000 mètres en 1 min 9 s,. Sumganda, un cheval originaire du haras d'Agdam, a établi un record de vitesse avec 1 600 m parcourus en 1 min 54 s à l'âge de deux ans, puis 2 400 m en 2 min 52 s à l'âge de trois ans. Le record sur 1 200 m est de 1 min 30 s, et le record sur 2 400 m de 3 min 20 s.

### Influence sur d'autres races
Le Karabakh a beaucoup été utilisé en croisement pour « améliorer » d'autres races, particulièrement en Iran, en Irak, en Égypte, et en Transylvanie. Le comte Wrangel compare son importance en croisement dans sa région géographique à celle du Pur-sang en Europe à la même époque.
D. Dubenski, spécialiste russe des années 1890, estime que tous les chevaux de robe dorée descendent du Karabakh. Certains historiens (minoritaires) soutiennent que le Karabakh a contribué significativement à la naissance de l'Arabe, notamment pendant les invasions arabes de l'Arran, aux VIIIe et IXe siècles. D'après I. Kolosovsky, le Karabakh atteint la Mongolie après le retrait des troupes de Gengis Khan de la région. D. Karimbayev estime que les chevaux de l'Ouest du Kazakhstan descendent du Karabakh.

Races de chevaux influencées par le Karabakh
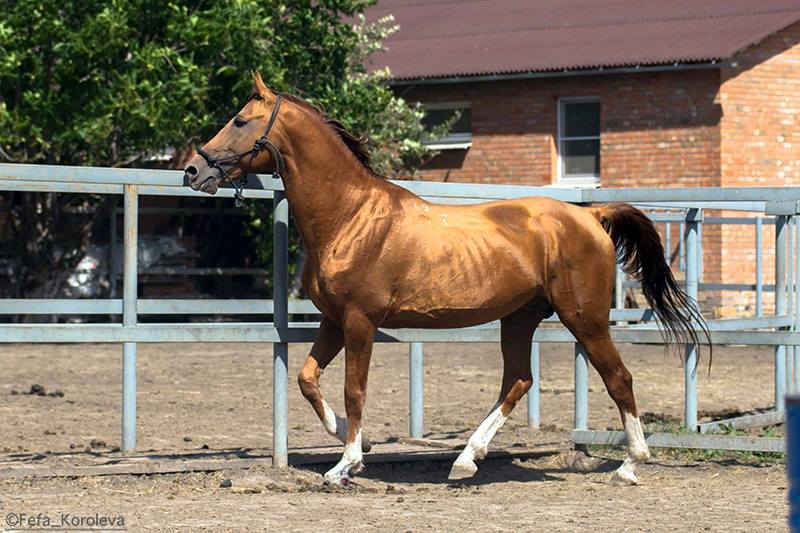
Cheval du Don.
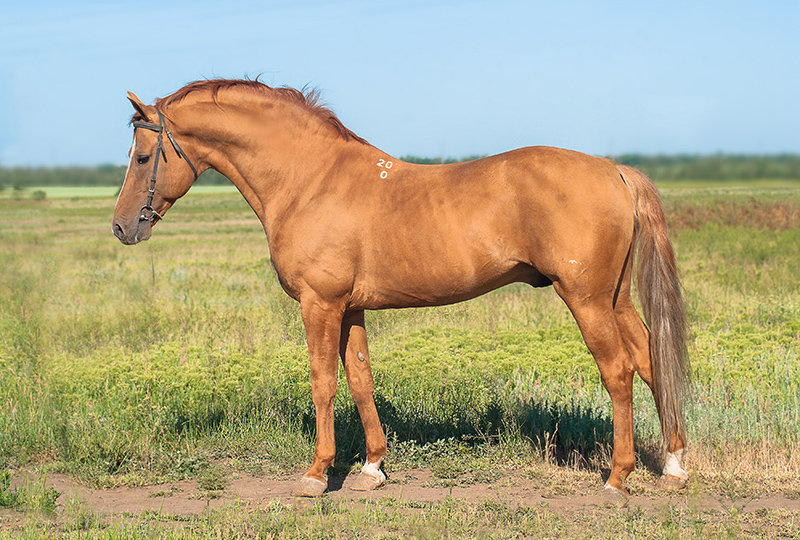
Boudienny.
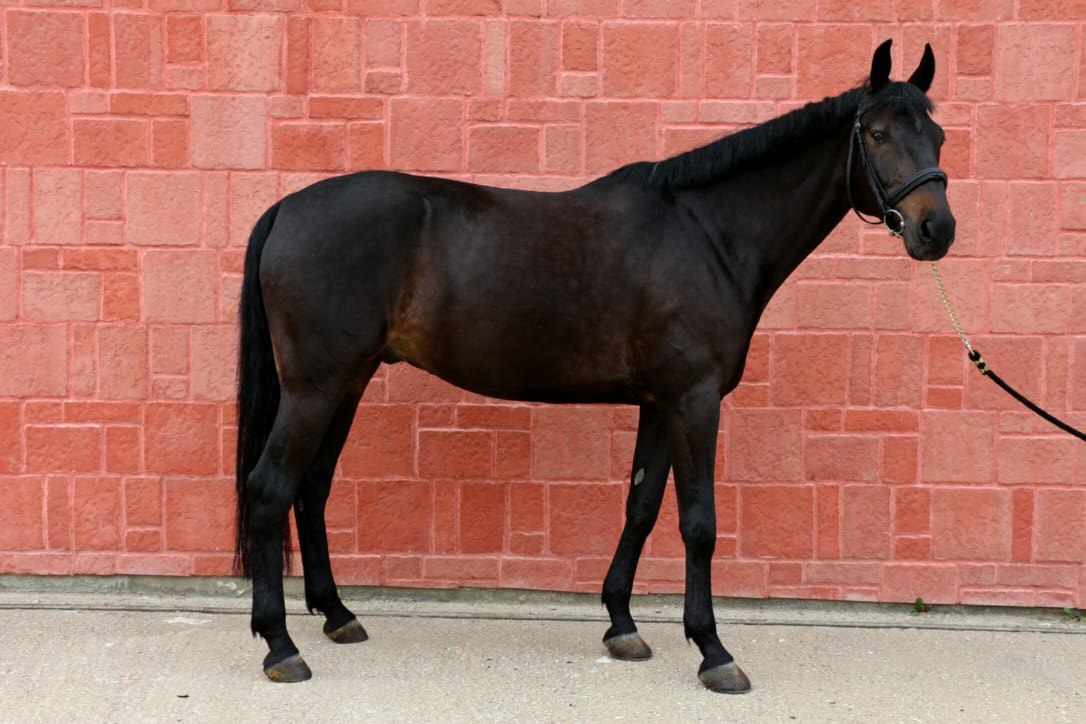
Kabardin.

Il a participé à la formation de la race du cheval du Don,,,,, au XIXe siècle, depuis les campagnes militaires russes en Perse,. Plusieurs spécialistes, dont L. Kastanov, estiment que le Karabakh a légué sa robe dorée à cette dernière race,. La majorité des 919 chevaux amenés dans la région du Don pour démarrer l'élevage cosaque en 1839 étaient des Karabakh ; parmi eux l'étalon Barda et la jument Aqava ont légué des caractéristiques « orientales »,. Par l'intermédiaire du Don, le Karabakh est aussi à l'origine du Boudienny, sélectionné vers 1920. Selon le maréchal soviétique Semion Boudienny, le Tchernomor, ou cheval de la mer Noire, a également reçu son influence. 
Le Karabakh a influencé les autres chevaux d'Azerbaïdjan, le Kabardin,, et l'Anatolien. Le Karabakh de type selle est entré en croisement avec le Deliboz,. CABI cite enfin la participation du Karabakh dans la sélection de la race russe de selle Orlov-Rostopchin.

## Diffusion de l'élevage
Le Karabakh est l'une des races de chevaux indigènes d'Asie centrale, ; la base de données DAD-IS et CABI le référencent seulement parmi les races de chevaux élevées en Azerbaïdjan (et non en Arménie),, alors que l'autrice allemande Jeddica Bunjes indique (en 2013) ces deux pays comme berceau d'origine de la race. L'ouvrage Equine Science (4e édition de 2012) le classe parmi les races de chevaux de selle peu connues au niveau international ; il est méconnu des Occidentaux.
Placé parmi les races de chevaux « en danger » dans la base DAD-IS, le Karabakh reste rare et menacé d'extinction, avec environ 130 sujets de pure race recensés en 2006 et en 2014, pour 200 en 2013, en dépit des initiatives de conservation. Il restait en 2012 moins de 1 000 représentants de cette race à travers le monde. Ce cheval s'est exporté en Ciscaucasie, notamment dans la région du fleuve Don en Russie. Seuls des individus isolés sont arrivés en Europe,, notamment quelques-uns au Royaume-Uni,,,, en Pologne, en France, en Allemagne, en Suisse et aux Pays-Bas, souvent à des fins de croisement avec les races locales.

### En Azerbaïdjan (après la disparition de l'Artsakh)

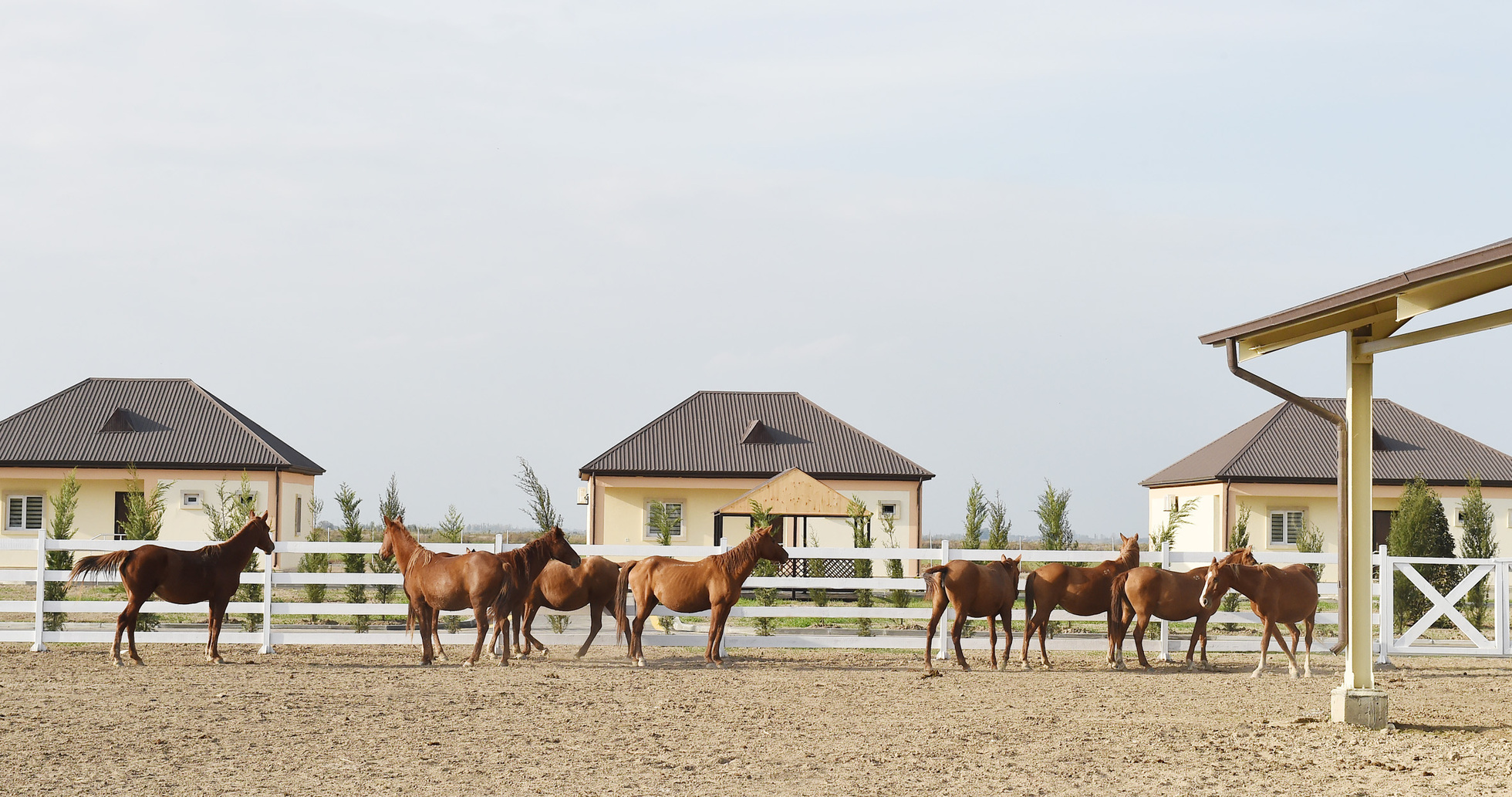
Groupe de chevaux Karabakh au complexe équestre du Karabagh lors de son ouverture, en 2018.

Cette race classée comme indigène de l'Azerbaïdjan a gravement souffert des conflits dans le Haut-Karabagh, mais elle reste très populaire dans cette région, qui fait partie de son berceau d'origine. En 2024, ces chevaux se trouvent dans les régions de Khankendi (ex Stepanakert), Choucha, Aghdam, Fizouli, Barda, Khodjali, Khojavand, Jabrayil et Kalbajar. Le haras de Yashar Guluzade à Chaki reste aussi un important lieu d'élevage.
Les chiffres officiels cités par Nur Dolay en 2014 sont de 10 à 15 % de chevaux de « type Karabakh » sur les 75 000 que compte l'Azerbaïdjan ; une trentaine d'élevages de Karabakh sont alors recensés, dont la moitié exclusivement dédiés à cette race, possédant environ une centaine de sujets, leurs étalons étant tous issus du haras de Lənbəran. Le Gunay Atchilig, créé en 1998 près de l'hippodrome de Bakou par le banquier d'affaires Mahmud Mammadov, serait l'un des élevages privés les plus prestigieux, avec 19 Karabakh parmi ses effectifs en 2014 : son étalon Golden Boy II a participé à un spectacle donné en 2012 au château de Windsor.
En 1989, les meilleurs sujets provenaient du haras d'Agdam,,. En 2014, la majorité des effectifs de la race Karabakh se trouvent à Lənbəran.

### En Iran

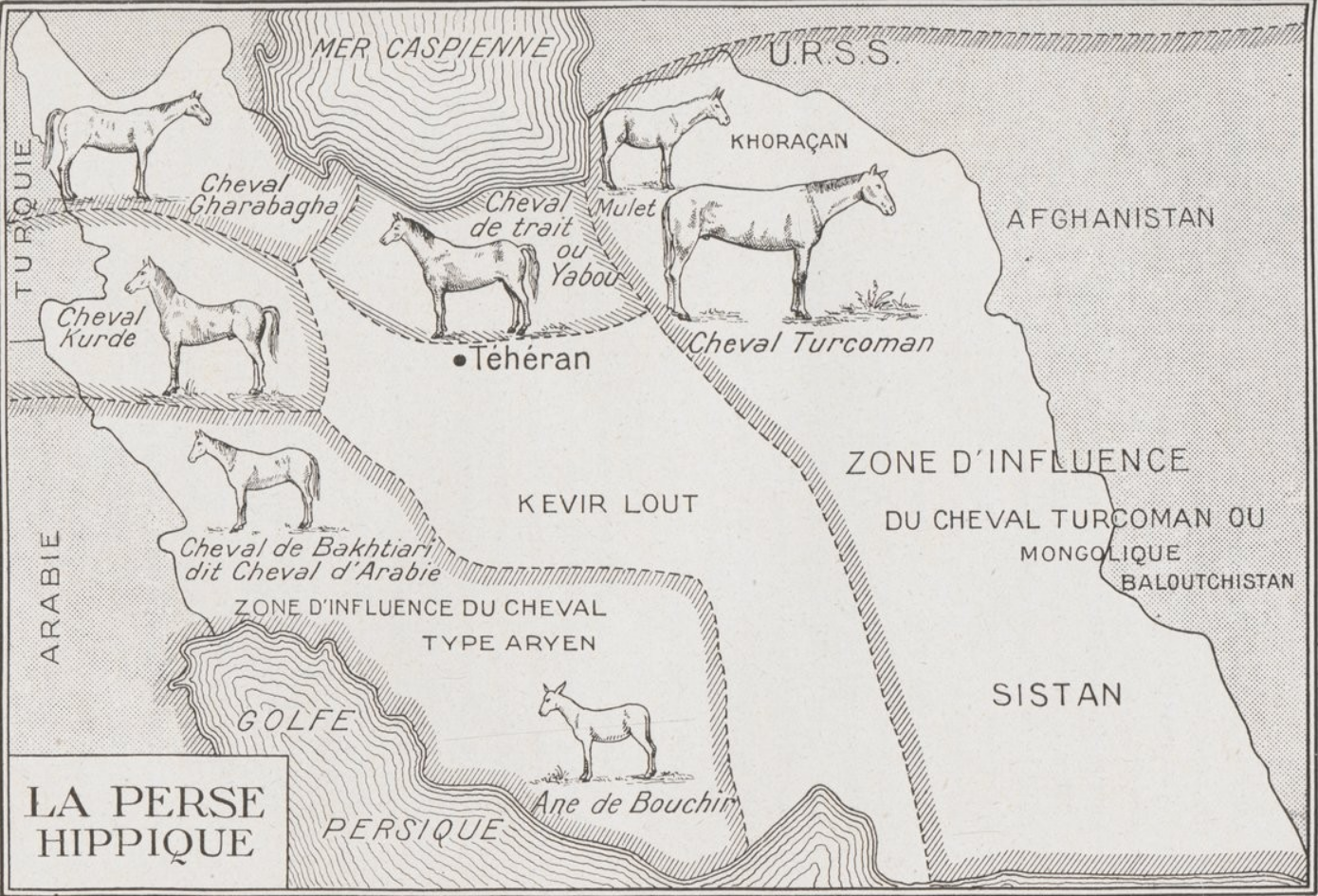
Carte de répartition des races de chevaux présentes en Perse en 1931 : le « Gharabagha » est élevé dans le nord-ouest du pays.

Il est également fait mention de quelques sujets subsistant dans le Nord-Ouest de l'Iran, près de la frontière entre l'Azerbaïdjan et l'Iran, au milieu du XXe siècle,, : en 2004, selon le Guide Delachaux, leur nombre était estimé à 200 individus environ,. Des recherches de chevaux de type Karabakh se sont concentrées en 2005 dans les régions de Tabriz et d'Ourmia, de Varzaqan et de Kharanaq, et les villages autour d'Ahar, Kaleybar et des rives de la rivière Aras. Les recherches ont porté sur des chevaux de moins d'1,45 m, avec une grosse tête, de très grands yeux, une crinière et des poils de queue très fins, doux et délicats, des zones glabres et blanchâtres autour des yeux et des parties internes des membres, une raie de mulet foncée, et enfin une courbure et une largeur spécifiques du museau. Quarante-deux chevaux correspondant à ces caractéristiques ont été retrouvés.
En 2007, une publication scientifique de chercheurs iraniens décrit le « Qarabagh » comme l'un des chevaux les plus importants de l'histoire de l'Iran, bien que cette race n'ait alors pas encore fait l'objet d'analyses particulières dans ce pays. Le Karabakh constitue aussi l'un des cinq groupes de chevaux reconnus en Iran.

### En Géorgie

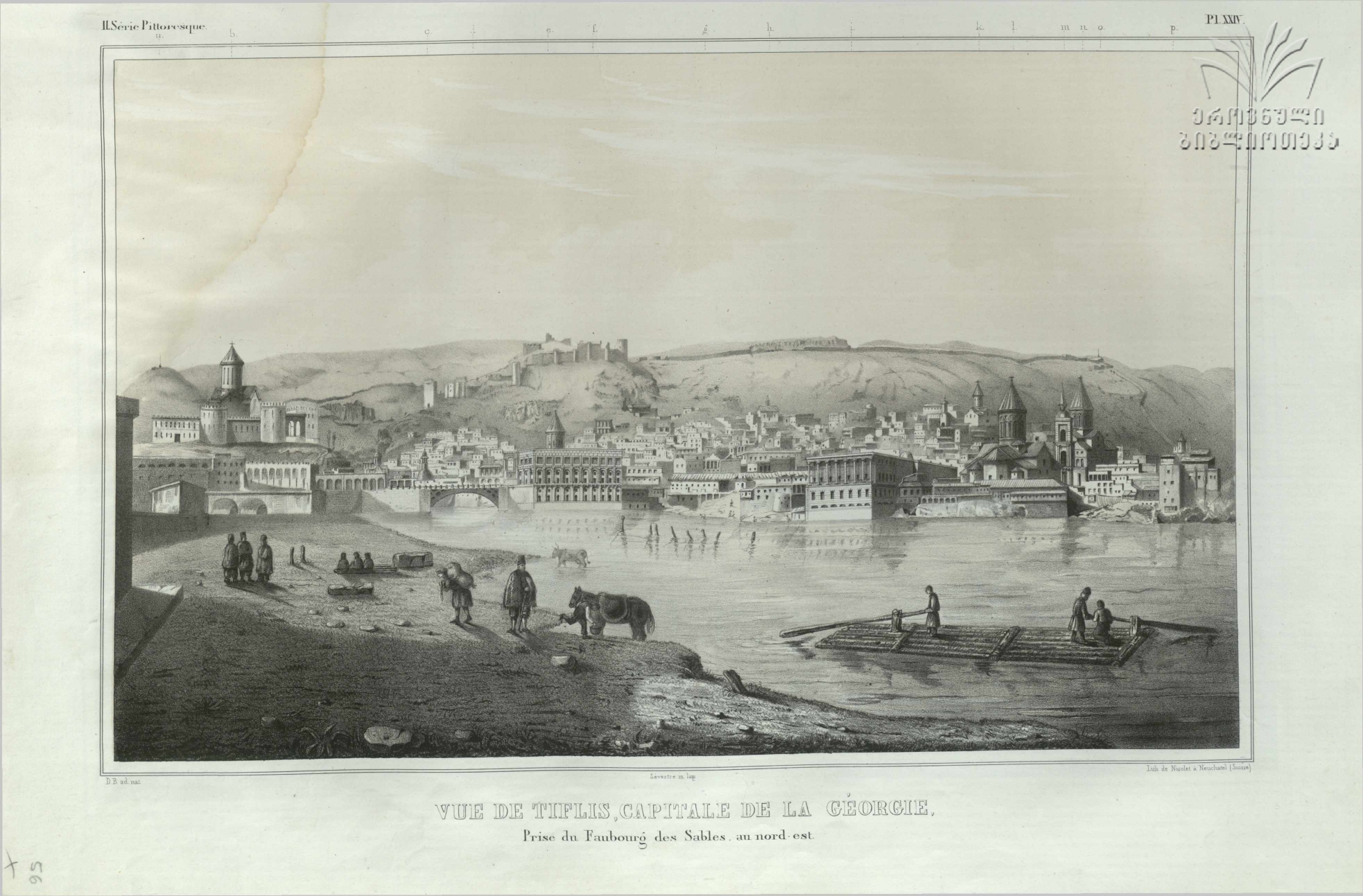
Tiflis en 1843.

La Géorgie a historiquement hébergé des chevaux de cette race, qui étaient très réputés parmi la noblesse locale,. La mort d'Alexander Chavchavadze (1786-1846) est ainsi intimement liée à un cheval Karabakh. Mikhaïl Lermontov (1814-1841) témoigne que certains Géorgiens de son époque possèdent des chevaux Karabakh très précieux. Cependant, Émile Duhousset signale que vers 1874, peu de chevaux de cette race sont présents à Tiflis (Tbilissi).
En 1890, les journaux géorgiens citent la popularité du Karabakh, vendu à des prix très élevés dans toute la Transcaucasie.
En 1982, le centre d'équithérapie de l'hippodrome de Tbilissi acquiert plusieurs chevaux de cette race à des fins de tourisme et de thérapie.

### En Allemagne
Un « club des amis du cheval Karabakh » a été créé à Francfort par Verena Solian, qui a également publié à ses frais un catalogue de chevaux de cette race. Cette dernière a découvert ce cheval en 1990 et a commencé à l'élever en Allemagne en 1994 ; elle a également fondé le IG Karabagh and Eurasian horse breeds (soutien et développement des races de chevaux Karabagh et Eurasiens), qui comptait 40 personnes investies dans le soutien à l'élevage de cette race en 2019.

## Impact culturel
Le Karabakh est considéré comme un symbole et un trésor national par l’Azerbaïdjan, qui le fait figurer sur des timbres postaux et dans des récits nationaux,,,. Il est, avec l'Arabe, le cheval du Don et le Boudienny, l'une des races de chevaux les plus fameuses dans la région du Caucase. C'est aussi un symbole de la région du Karabagh, où ce cheval est fréquemment comparé à une gazelle.
Deux chercheurs azéris le décrivent comme l'une des deux plus fameuses races de chevaux originaires d'Azerbaïdjan, avec le Deliboz, ; l'écrivain et éditeur français Jean-Louis Gouraud estime aussi que le Karabakh fait « intimement partie de son histoire ». L'Azerbaïdjan (en particulier à travers les actions de Mehriban Aliyeva) utilise cette race de chevaux pour conforter son soft power et pour imposer son propre récit du conflit du Haut-Karabagh, par exemple en exploitant la reconnaissance par l'UNESCO du tchogvan et en faisant figurer ce cheval comme symbole officiel du club de football Qarabağ FK,,. Sans aborder spécifiquement le cas du Karabakh, l'ethnologue française Carole Ferret souligne l'existence de réappropriations nationalistes des races de chevaux dans les États post-soviétiques. Elle analyse ce phénomène dans le cadre de la réaffirmation des identités nationales : « après les indépendances, le cheval est, dans plusieurs pays, placé sur un piédestal pour servir de marqueur identitaire et exalter le sentiment national ». Elle postule que l'existence d'une race équine « nationale » est considérée comme un critère de définition de la communauté humaine.

Le Karabakh comme symbole national de l'Azerbaïdjan
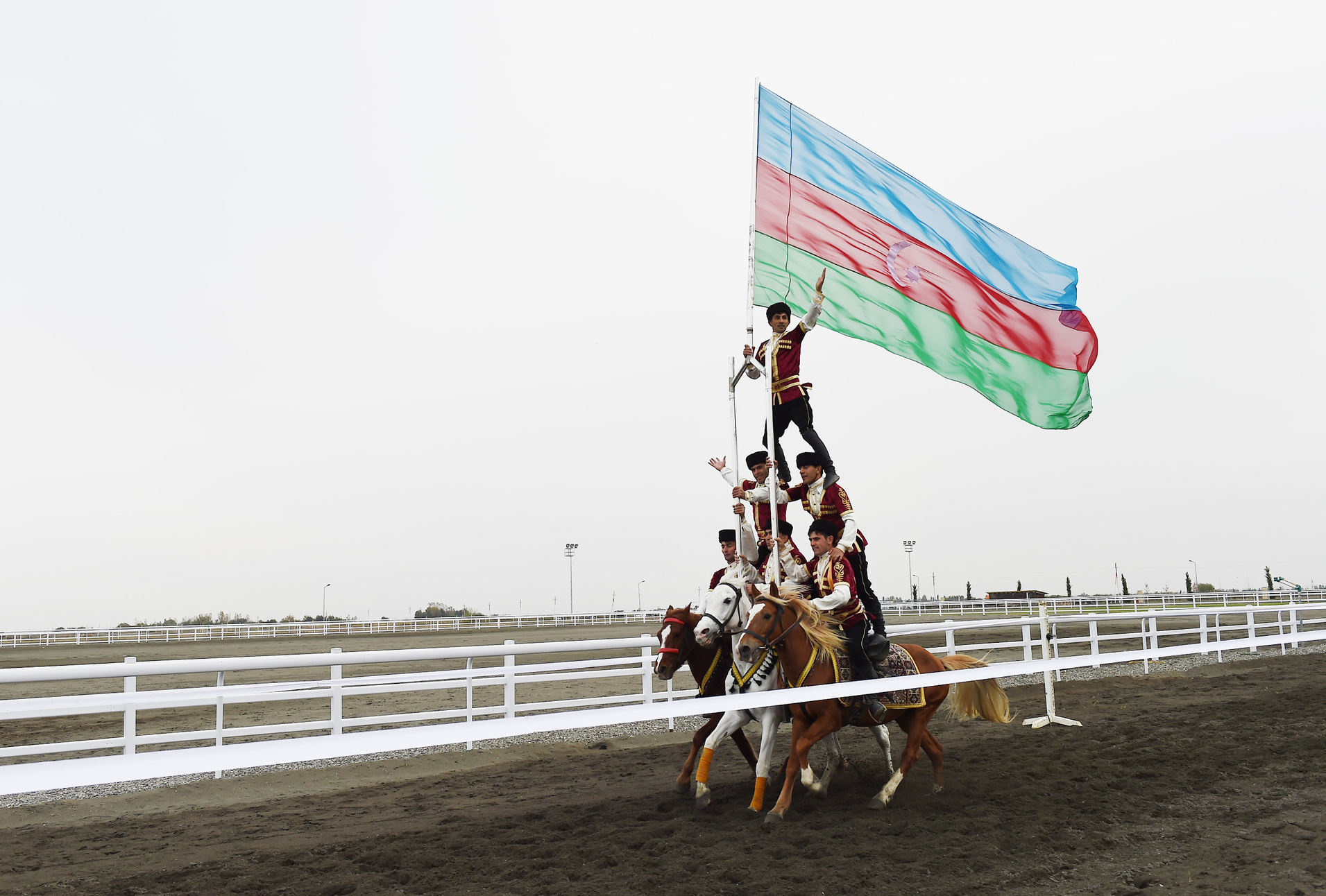
Démonstration de djigitovka en 2018.
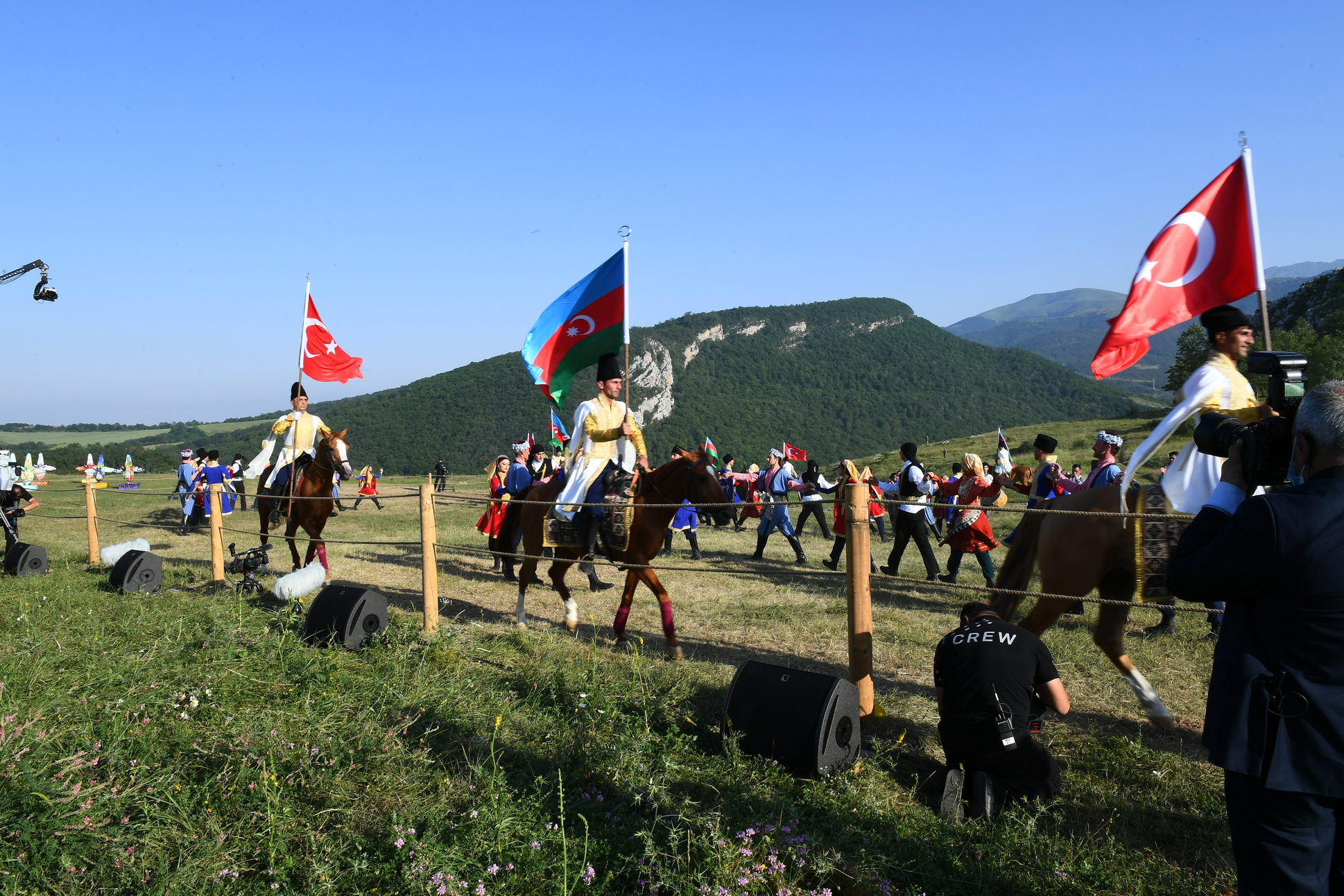
Démonstration musicale avec chevaux Karabakh pour la visite de Recep Tayyip Erdoğan à Choucha en 2021.
Logo du club de football Qarabağ FK.
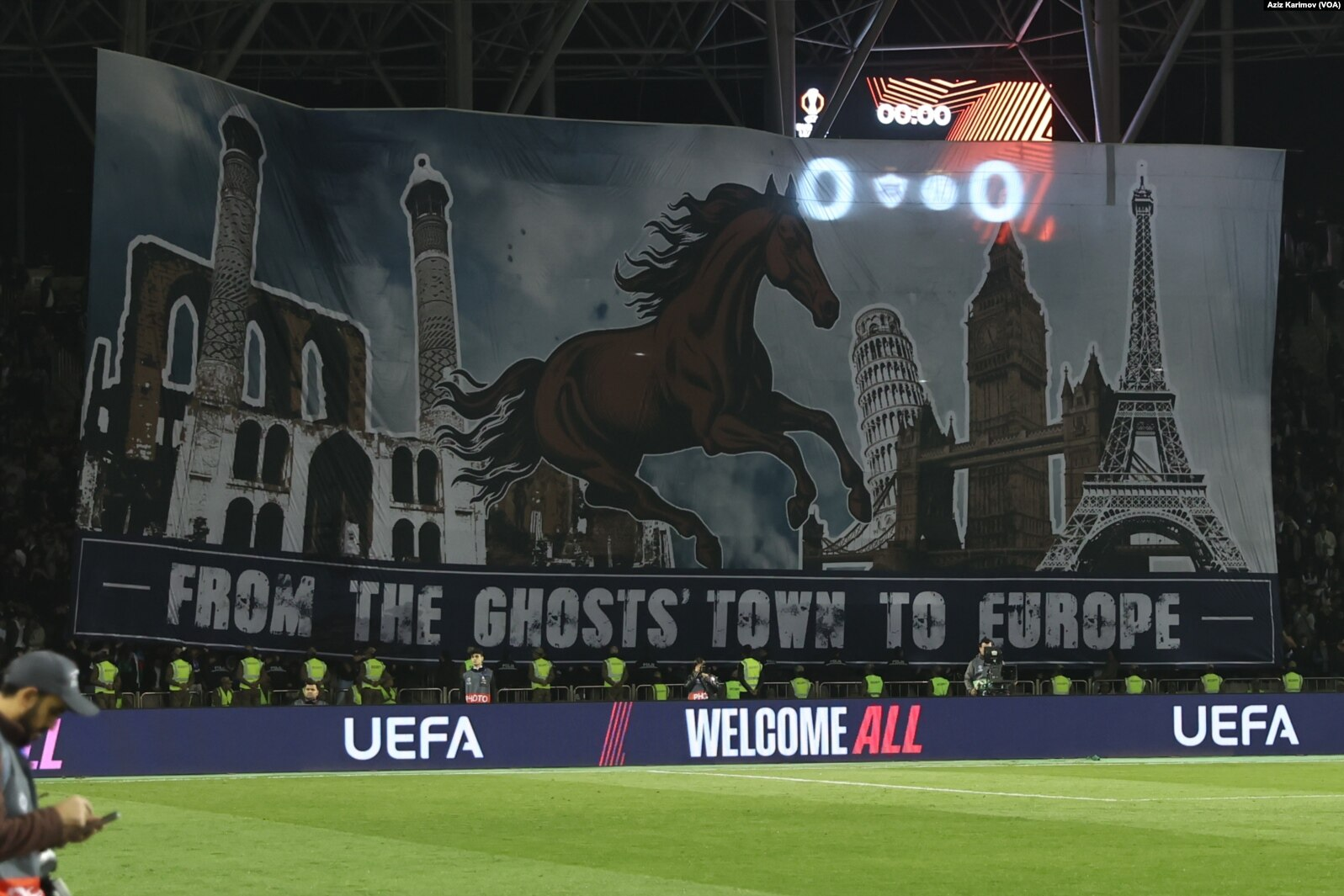
Drapeau de supporters du Qarabağ FK, en octobre 2024.

Les Jeux de la solidarité islamique de 2017 organisés à Bakou ont pour mascottes deux chevaux Karabakh : un mâle, Cəsur, symbolisant le courage et la détermination, et une femelle, İncə, symbolisant la beauté et la tendresse,.
La marque Lladro commercialise en janvier 2025 une figurine de cheval Karabakh en porcelaine, présentée comme un symbole de « l'héritage culturel et de l'esprit indomptable de l'Azerbaïdjan », ce que le journal américano-arménien The Armenian Weekly décrit comme une opération de propagande en faveur d'un pays qui n'a qu'environ une centaine d'années.

### Représentations culturelles

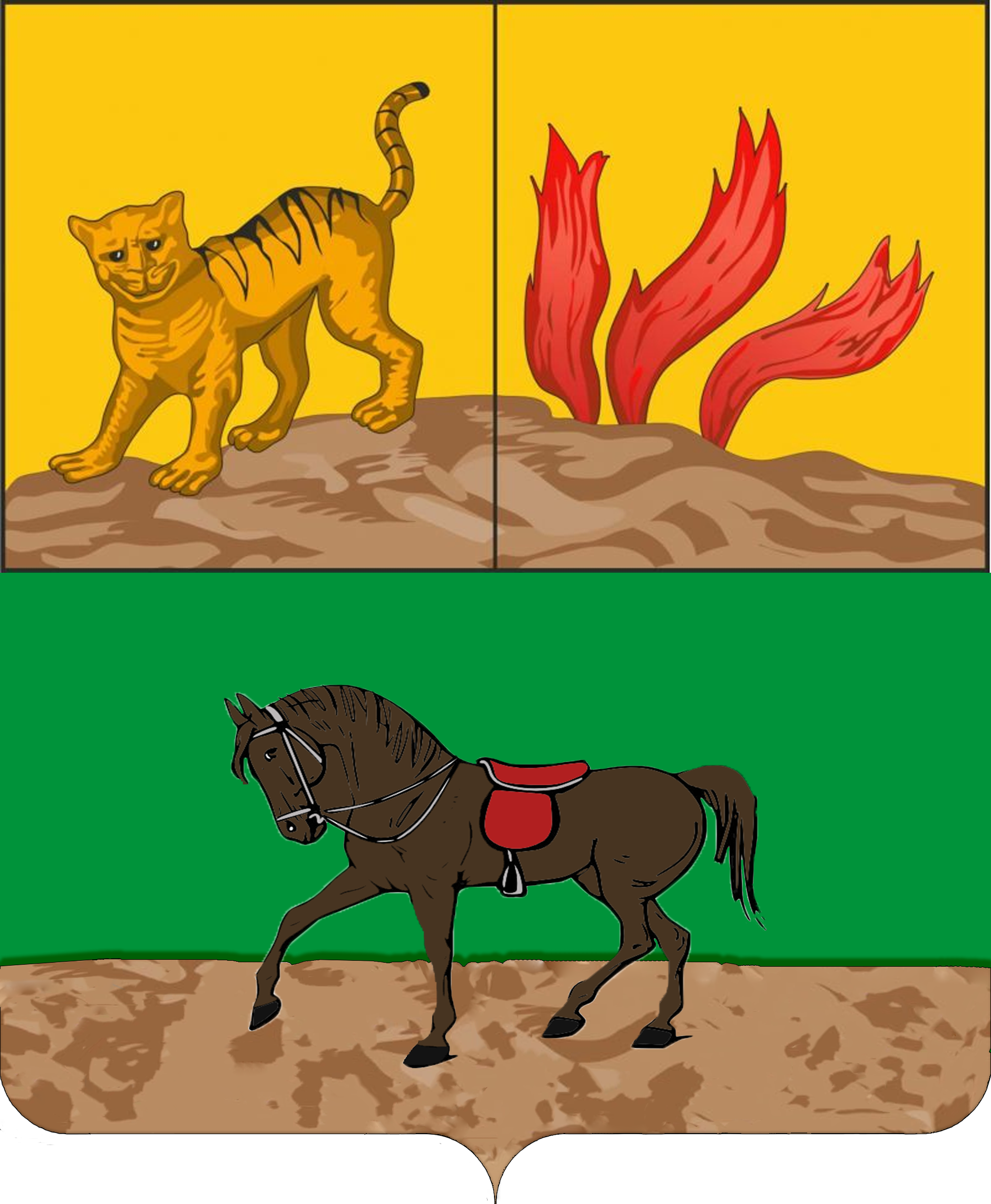
Blason de Choucha.

Cette race de chevaux a depuis toujours inspiré des artistes, peintres, sculpteurs,, contes, légendes et poèmes,. Elle figure dans les arts décoratifs et les arts appliqués, dans des films d'animation et en images réelles de l'époque soviétique et moderne. En 2015, un film d'animation centré sur les chevaux Karabakh a été produit avec le soutien du ministère de la Jeunesse et des Sports d'Azerbaïdjan.
Le poète russe Mikhaïl Lermontov décrit le Karabakh dans son œuvre Le Démon,, : 
« Под ним весь в мыле конь лихой
На пену скачущей волны.
Бесценной масти, золотой.
Питомец резвый Карабаха
Прядет ушьми и, полный страха,
Храпя косится с крутизны. »
— М. Ю. Лермонтов, Демон.
        
« Sous lui, tout en écume, se trouve un cheval fringant d'une couleur inestimable, dorée.
L'animal de compagnie fringant du Karabakh dresse ses oreilles et, plein de peur, ronflant, regarde de côté depuis la pente raide l'écume de la vague sautante. »
En 1976, le poète azéri Bakhtiyar Vahabzadeh a dédié l'une de ses ballades à Zaman, le cheval Karabakh offert à la reine d'Angleterre,. 
Léon Tolstoï cite brièvement le cheval Karabakh dans Guerre et Paix et Hadji-Mourat. Mammad Said Ordubadi décrit dans son roman Saber et Pen le voyage de Fakhraddin et de son cheval Karabakh Alagoz. Dans le roman de Daniil Mordovtsev Le Tsar sans royaume, qui raconte l’histoire du tsar d’Iméréthie Salomon II, la tsarine d'Iméréthie déclare que « les chevaux du Karabakh sont les meilleurs du monde ». On retrouve le Karabakh dans le roman historique d'Akaki Beliashvili, Besiki.
Le chercheur Sanubar Gasimova a analysé différentes représentations présumées de cette race de chevaux parmi des objets de la collection du musée national d'histoire de la République d'Azerbaïdjan. Une peinture de L.F. Knit datée du XVIIIe siècle, intitulée Qarabağın yay otlaqlarından dönüş (« Retour des pâturages d'été du Karabagh ») montre des chevaux de cette race à l'arrière-plan. Un cheval doré au galop portant une selle et une bride de style asiatique, présumé Karabakh, figure depuis 1843 sur le blason de la ville de Choucha, ancienne capitale du khanat du Karabagh, après approbation par l'Empereur de Russie de l’époque,. L'objet numéro 420 du musée est un dessin de ce blason, daté de 1843.
Fasciné par Alyetmez, l'agriculteur et artiste suisse Hans Hutmeyer a créé une statue de ce cheval, qu'il a exposée devant son manoir. En 1870, Vassili Verechtchaguine déclare n'avoir jamais vu de plus beaux chevaux durant sa vie que ceux du Khan Djafargulu de Choucha, et explique avoir peint un mâle qui lui avait été présenté.

#### En philatélie
Le musée national de l'histoire d'Azerbaïdjan conserve une collection philatélique nationale comportant des timbres sur le thème de cette race de chevaux, édités en 1993, 2006 et 2011. 

Représentations du cheval Karabakh en philatélie
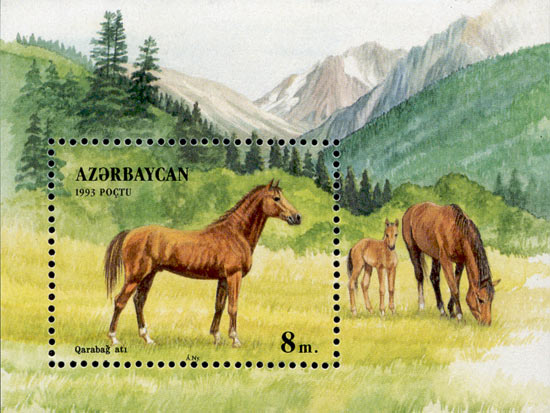
Timbre azerbaïdjanais édité en 1993.
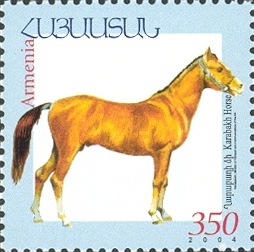
Timbre arménien édité en 2005.
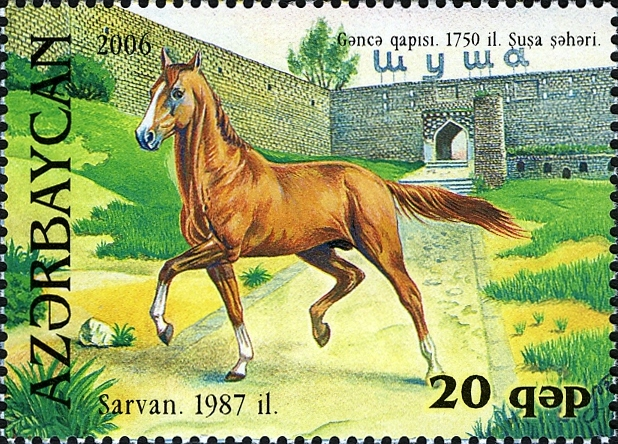
Timbre azerbaïdjanais édité en 2006.
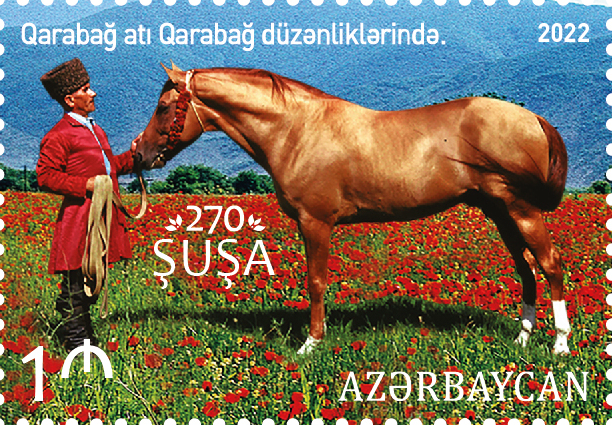
Timbre azerbaïdjanais édité en 2022.

L'Arménie a édité plusieurs timbres postaux mettant en valeur le « cheval de l'Artsakh », dont un en 2004, et un autre représentant l'étalon Alyetmez.

#### En tapisserie
Les tapis historiquement créés dans le Karabagh représentent généralement la faune et la flore locales. Parmi elles, la chercheuse Farida Mir-Bagirzadeh identifie deux motifs prédominants : la fleur khari-bulbul, et le cheval de race Karabakh. Le Musée national de l'histoire d'Azerbaïdjan conserve notamment un tapis intitulé Atli-itli (chiens et chevaux).

Représentations du cheval Karabakh en tapisserie
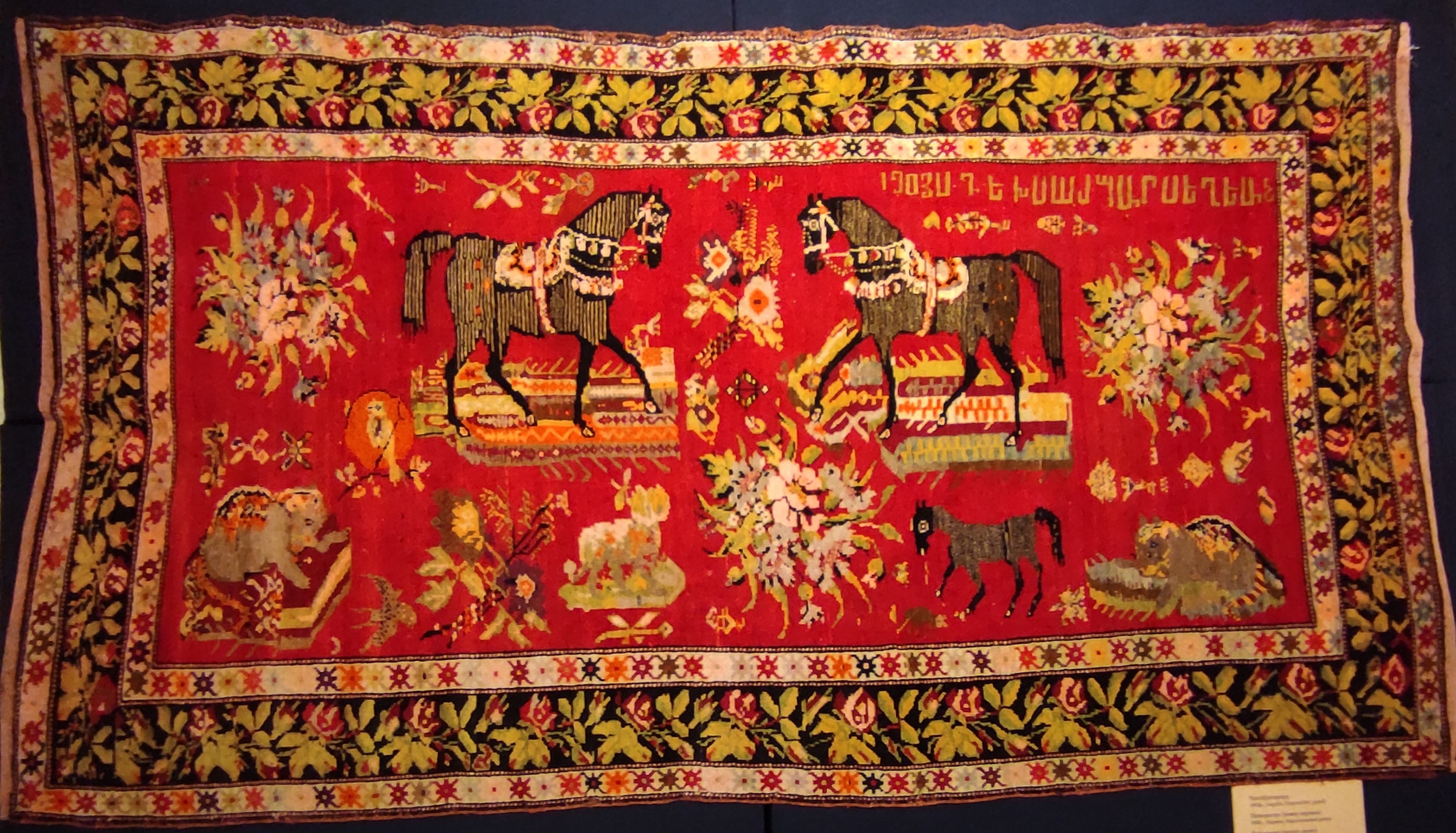
Tapis du Haut-Karabagh daté de 1903.
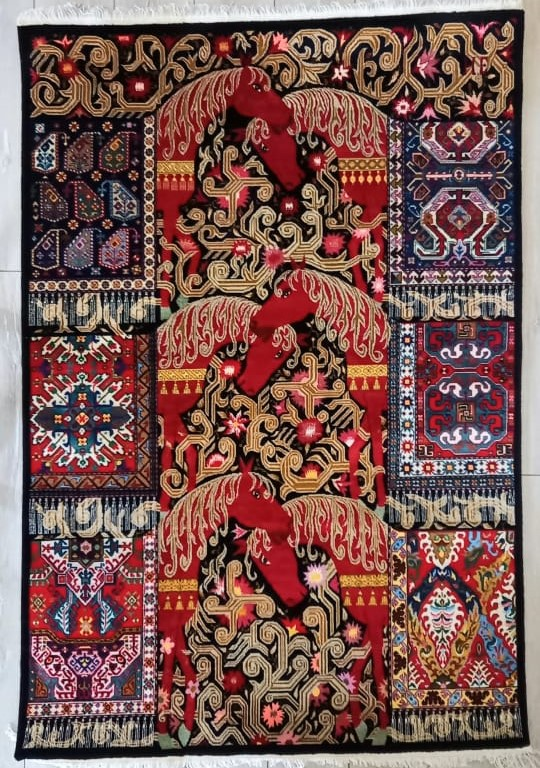
Chevaux du Karabakh rouges (azéri : Qırmızı qarabağ atları) tapis azerbaïdjanais créé par Eldar Hajiyev (1962 -).
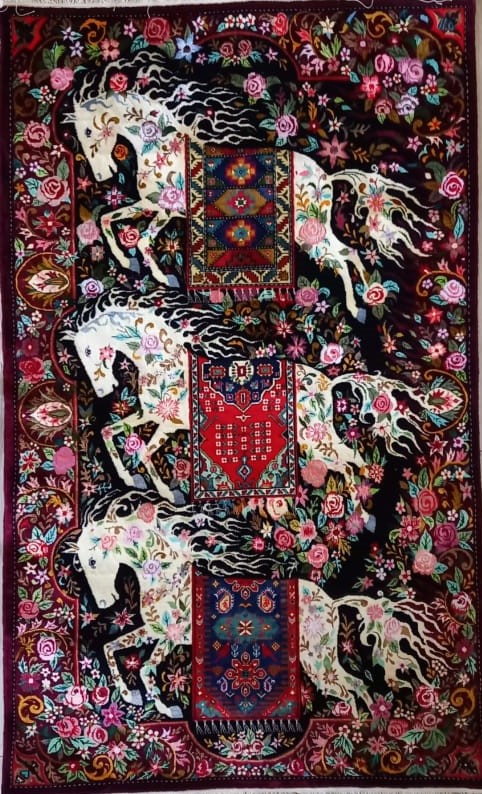
Chevaux blancs (azéri : Ağ atlar) créé par Eldar Hajiyev, figurant trois chevaux Karabakh.
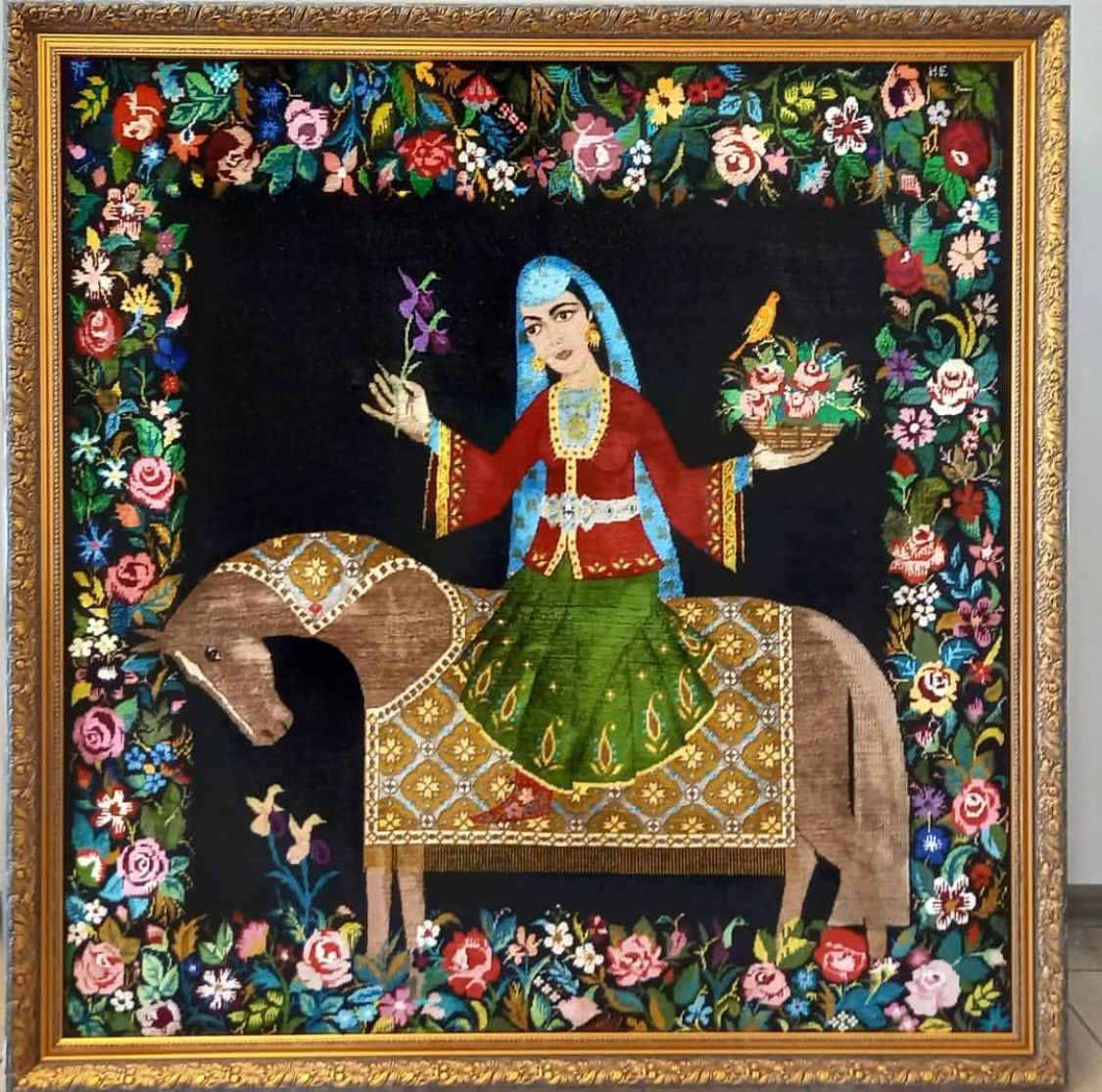
Beauté de Choucha (azéri : Şuşa qızı) créé par Eldar Hajiyev.
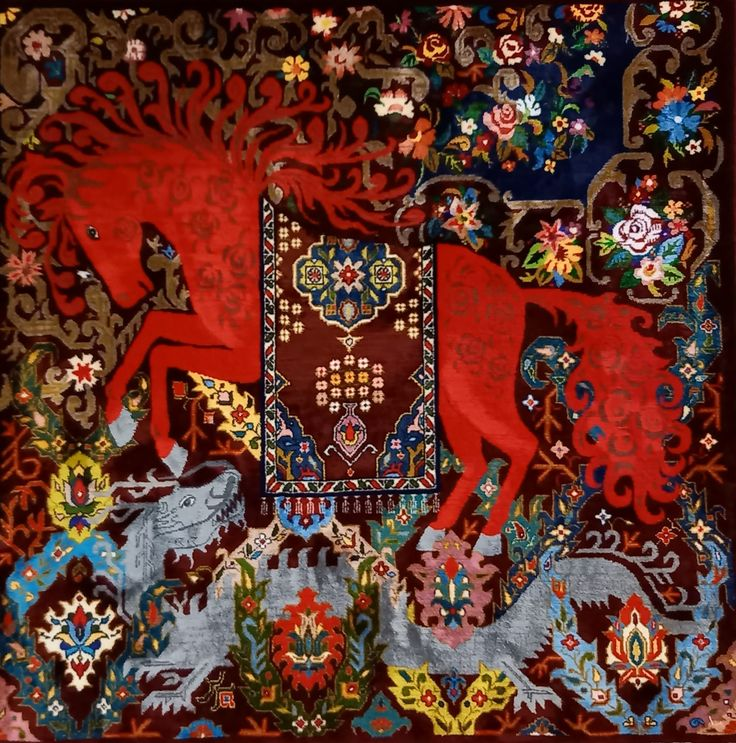
Victoire (azéri : Qələbə) créé par Eldar Hajiyev.

Farida Mir-Bagirzadeh s'intéresse aussi aux représentations du cheval Karabakh dans le tapis azerbaïdjanais moderne, notamment celles de l'artiste Eldar Hajiyev. Ce dernier est un artiste contemporain maîtrisant la tapisserie et la peinture. Son tapis intitulé Beauté de Choucha (azéri : Şuşa qızı) représente une femme en costume national du Karabakh, assise sur un cheval Karabakh, tenant la fleur khari-bulbul dans une main et dans l'autre, un panier de roses et un rossignol. De nombreux autres tapis de cet artiste représentent cette race de chevaux, en particulier dans des représentations de courses avec des couleurs chaudes. La composition du tapis Victoire (azéri : Qələbə), réalisé en soie et en laine, représente un cheval rouge, symbole de la victoire du Khan du Karabagh sur son ennemi qui a ici la forme d'un dragon serpentin.

### Cadeaux et initiatives diplomatiques
D'après une documentation iconographique, le 1er mai 1892, les princes Tsitsianov et Eristov de la noblesse géorgienne offrent un cheval Karabakh et un trotteur à Xenia Alexandrovna de Russie.

Cadeau diplomatique d'un cheval Karabakh à Xenia Alexandrovna de Russie, 1er mai 1892
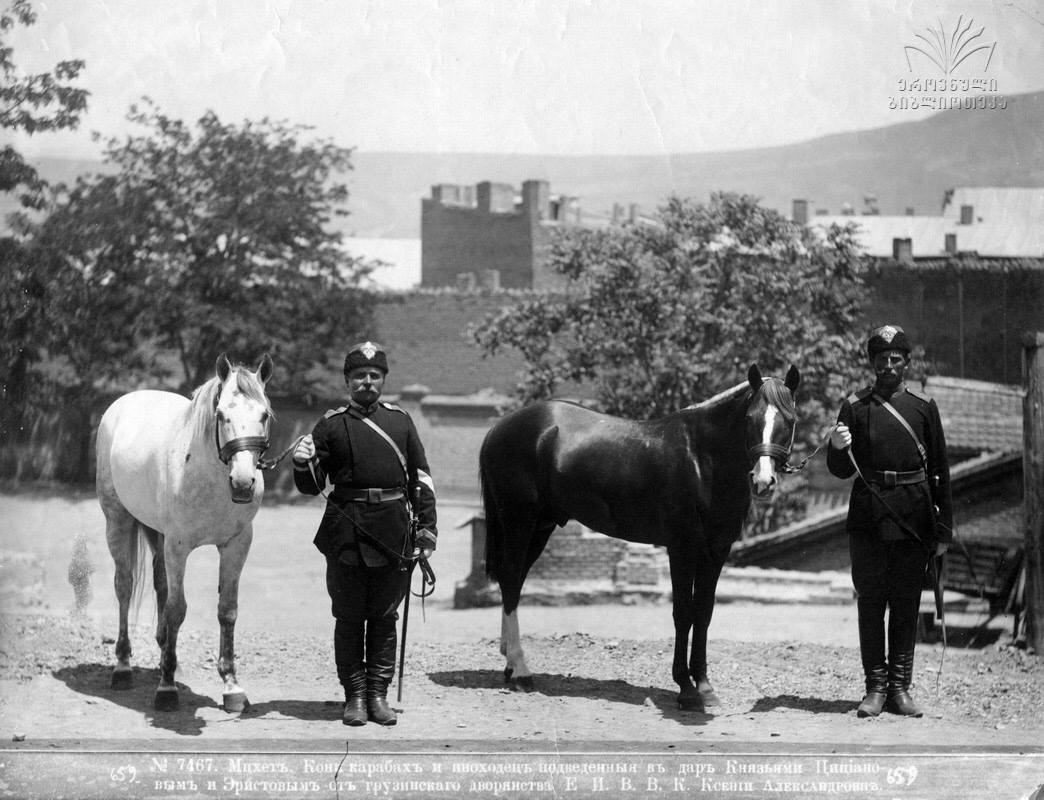
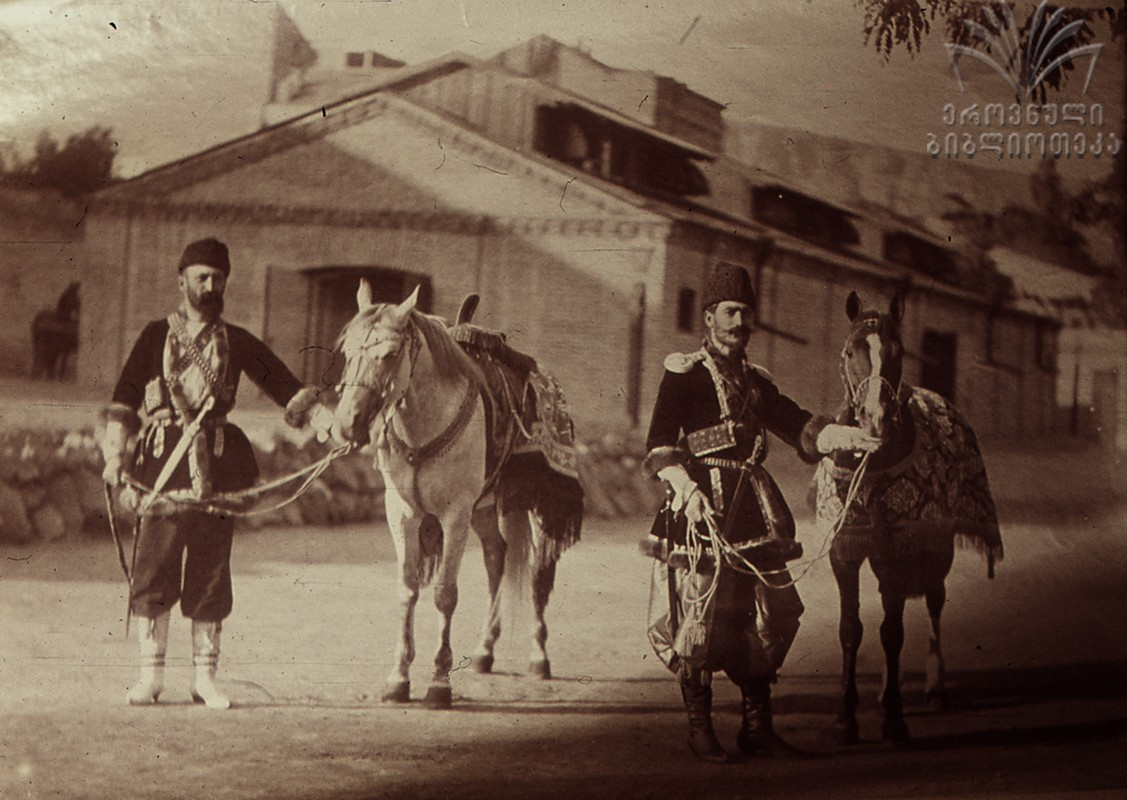
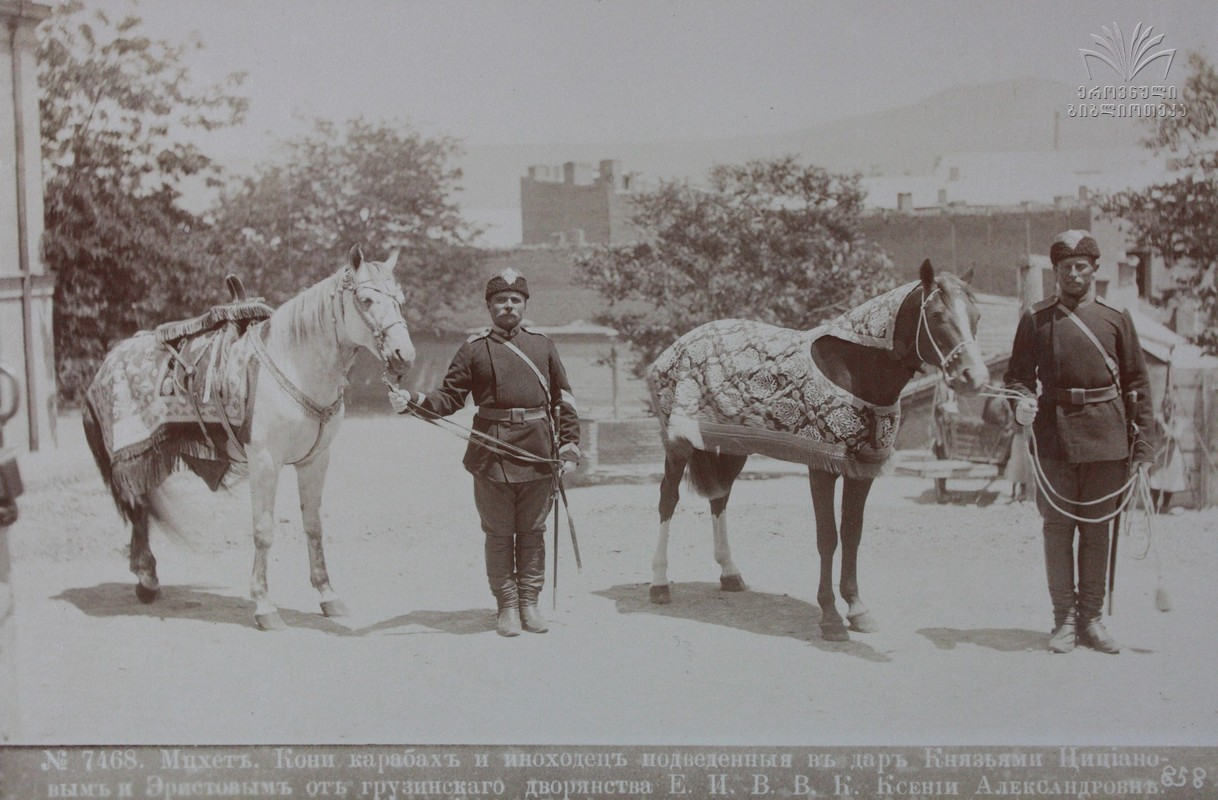
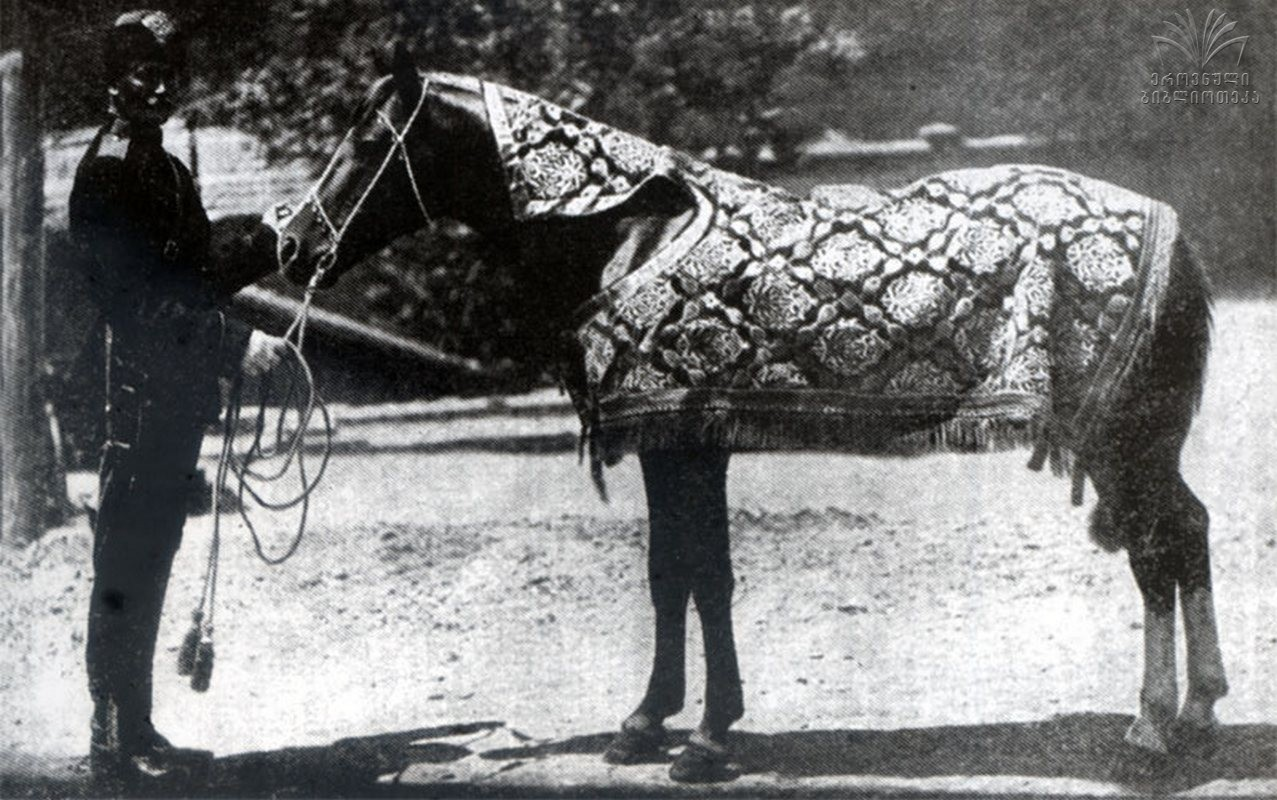

Le 15 juin 2021, une cérémonie solennelle est organisée en l'honneur de la visite du président turc Recep Tayyip Erdoğan à Choucha ; la Fondation Heydar Aliyev fait interpréter à cette occasion une composition musicale et Mehriban Aliyeva présente aux invités un cheval de race Karabakh nommé « Zafar ».

#### Présent diplomatique à la reine d'AngleterreÉlisabethII

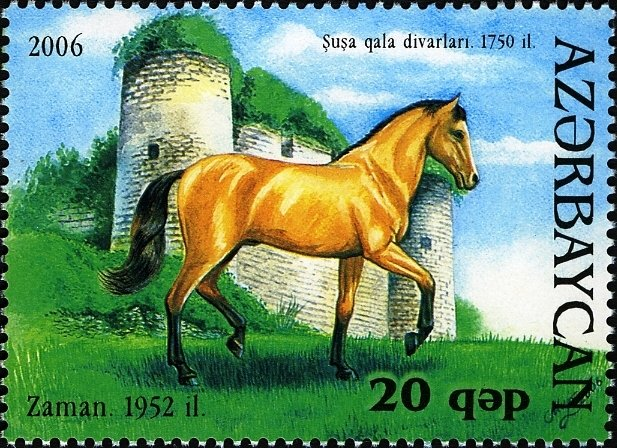
Zaman, le cheval offert en 1956 à Élisabeth II, d'après un timbre azerbaïdjanais de 2006.

Dans le cadre d'une opération diplomatique soviétique, la reine d'Angleterre Élisabeth II a reçu un cheval de cette race nommé Zaman, l'un des plus beaux du haras d'Agdam, de la part de Nikita Khrouchtchev en 1956,,. 
Du 10 au 13 mai 2012, un spectacle organisé par la fédération équestre de l’Azerbaïdjan avec trois chevaux Karabakhs, dont l'alezan doré Golden Boy II, a été donné pour ses 60 ans de règne au château de Windsor, avec un vif succès,,,. Un nouveau spectacle est donné à l'occasion des 90 ans de la reine en 2016 au Royal Windsor Horse Show par la cavalerie azerbaïdjanaise de contrôle des frontières, comprenant danse, hymne national de l'Azerbaïdjan, déploiement des drapeaux britanniques et azerbaïdjanais, voltige, et la participation de 14 chevaux de race Karabakh. D'après S. T. Feyzullayeva, c'est cet événement en particulier qui a le plus « impressionné » les Européens. À cette occasion, l'artiste azéri Sakit Mammadov a offert une peinture à l'huile représentant le tchogvan, Jydir Dyuzu, à la reine du Royaume-Uni.
Élisabeth II reçoit un autre cheval de race Karabakh en mai 2022 de la part d'Eltchin Gouliyev, au château de Windsor ; l'animal est nommé Chöhret (Gloire),,. Ce cadeau est critiqué en raison de la nature dictatoriale du régime d'Azerbaïdjan et d'une « distorsion évidente de faits historiques » concernant la race, selon The Armenian Weekly.

#### Actions diplomatiques à l'égard d'autres pays d'Europe
En mars 2017, un monument représentant un cheval Karabakh est offert par la fédération équestre de l'Azerbaïdjan à la Belgique, pour être exposé dans un parc de la municipalité de Ham ; il s'accompagne d'une vidéo promotionnelle qui présente cette race de chevaux comme exclusivement azérie. Le socle de la statue porte l'inscription Qarabagh Paard Azerbeidzjan (« Cheval Karabakh, Azerbaïdjan »).
Une exposition « Patrimoine vivant », a été dédiée au cheval Karabakh à l'occasion du centième anniversaire de la République de Lettonie en 2018, organisée par le ministère de la culture de l'Azerbaïdjan et l'ambassade de Lettonie en Azerbaïdjan.

### Reconnaissance par l'Unesco

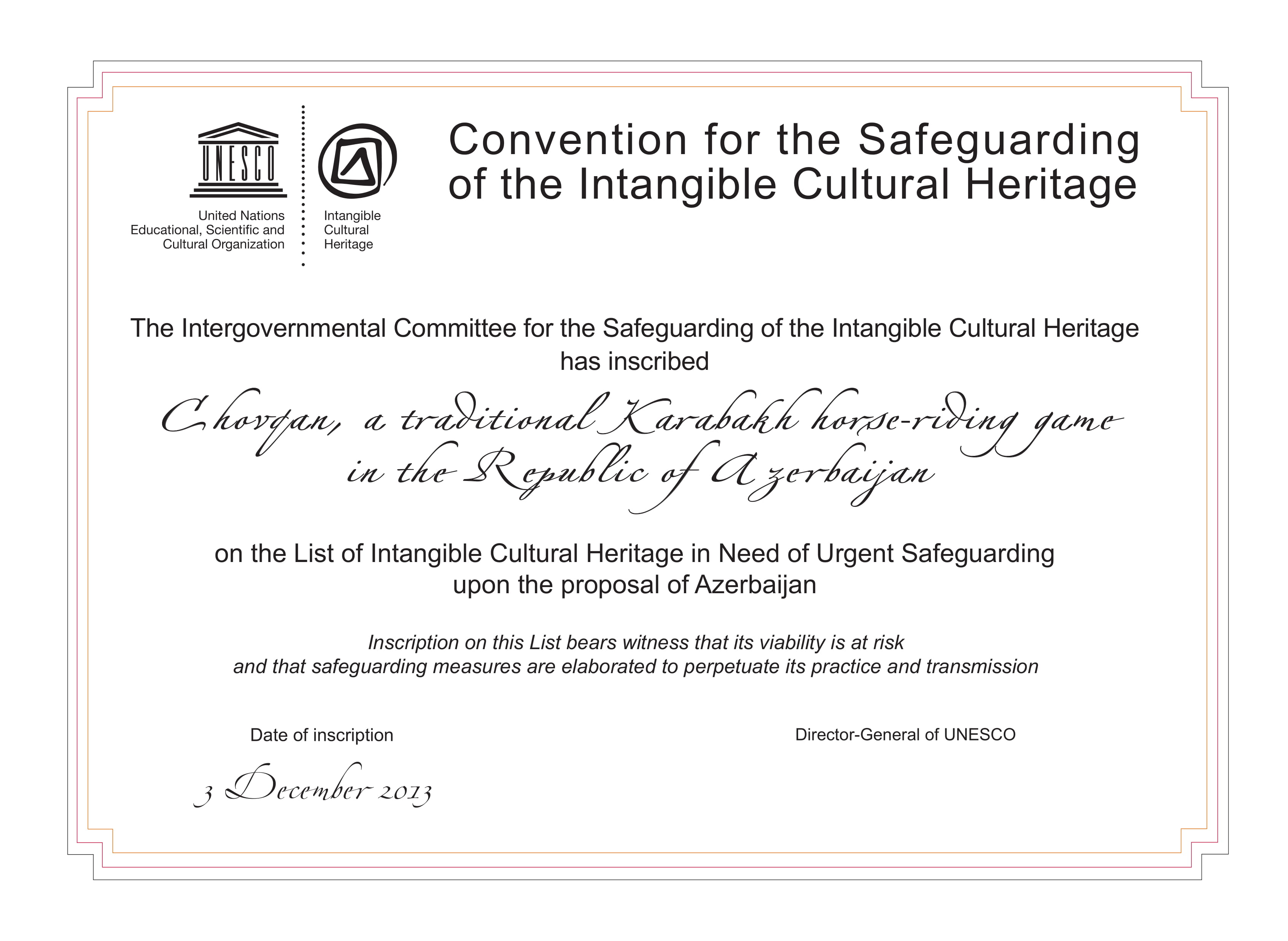
Certificat officiel de l'UNESCO reconnaissant le tchogvan comme patrimoine immatériel.

En décembre 2013, la race Karabakh est reconnue patrimoine culturel de l'humanité dans le cadre de la reconnaissance du tchogvan, en tant que jeu équestre traditionnel de l'Azerbaïdjan,,. Le tchogvan devant se pratiquer sur le dos d'un Karabakh, la reconnaissance du jeu inclut celle de la race,,. L'avis de 2017 déclare urgente la sauvegarde de la race Karabakh dans le territoire contesté entre l'Azerbaïdjan et l'Arménie.
Jean-Louis Gouraud souligne l'aspect diplomatique de cette reconnaissance officielle, qui revient à reconnaître « l'azérianité » du Haut-Karabagh.